# Cercle funéraire B
Le cercle funéraire B ou cercle B des tombes de Mycènes est un cimetière royal des XVIIe et XVIe siècles av. J.-C., de la période helladique, situé à l'extérieur de la citadelle.
Ce complexe funéraire extérieur représente, avec le cercle funéraire A (implanté à l’intérieur du mur d'enceinte), la première phase de la civilisation mycénienne.

## Histoire
Les fosses mycéniennes sont essentiellement une variante argienne de la tradition funéraire rudimentaire de la culture helladique moyenne, avec des caractéristiques dérivées des traditions de l'âge du bronze précoce développées localement en Grèce continentale. Au cours de la première phase d'utilisation du cercle funéraire, les inhumations sont typiques des sépultures de cette période, de petites dimensions et peu profondes. Les sépultures deviennent progressivement plus grandes et plus riches, tandis que sont introduites des sépultures féminines. Des diadèmes sont présents chez les deux sexes et dans tous les groupes d'âge. Le nombre d'ornements, qui a considérablement augmenté, est surtout associé aux sépultures féminines. Une nouveauté supplémentaire est que la moitié des tombes, quel que soit le sexe du défunt, présentent des importations des Cyclades voisines. Le nombre des importations continue de croître régulièrement au début de la période helladique tardive (vers 1600-1550 avant notre ère), tandis que les premiers objets d'origine crétoise font également leur apparition.
Lors de sa dernière phase d'utilisation, plus de femmes que d'hommes sont inhumées dans le cercle, tandis que les sépultures masculines semblent relativement pauvres par rapport aux sépultures féminines. Dans les sépultures masculines, des ensembles de vaisselle, généralement des récipients à boire, et des armes de différents types indiquent l'émergence d'une classe de guerriers d'élite dans la société mycénienne.
Pendant ce temps, un nouveau lieu de sépulture similaire, le cercle funéraire A, se construit en continuité du cercle B. Ainsi, les dernières tombes du cercle B (α, γ, δ, ε et ο) sont contemporaines des plus anciennes du cercle A.

## Chronologie
Les inhumations peuvent être réparties en trois phases. La dernière, qui se trouve être la plus longue, est à nouveau subdivisée :
| phases             | datation                | périodes                                              |
| Phase ancienne     | ca. 1650–1625 av. J.-C. | Helladique moyen III A-B                              |
| Phase tardive I    | ca. 1625–1600 av. J.-C. | Helladique moyen III B                                |
| Phase tardive II A | ca. 1600–1575 av. J.-C. | de l'Helladique moyen III B à l'Helladique récent I A |
| Phase tardive II B | ca. 1575–1550 av. J.-C. | Helladique récent I B                                 |

- Les premières tombes sont très petites et peu profondes, creusées dans la roche ou le sol. Elles présentent quelques accessoires simples, comme des pots en argile.
- À la fin de la première phase, les tombes sont progressivement devenues plus grandes et les objets funéraires plus riches.
- Les premières grandes tombes à fosse (par exemple, la tombe β) apparaissent au cours de la phase tardive I.
- Les dernières de ces sépultures à fosse sont contemporaines des premières sépultures du cercle A des tombes.
- Au milieu du XVe siècle av. J.-C., la tombe ρ fut reconstruite, pourvue d'un dromos et réutilisée pour une nouvelle sépulture.

## Structure

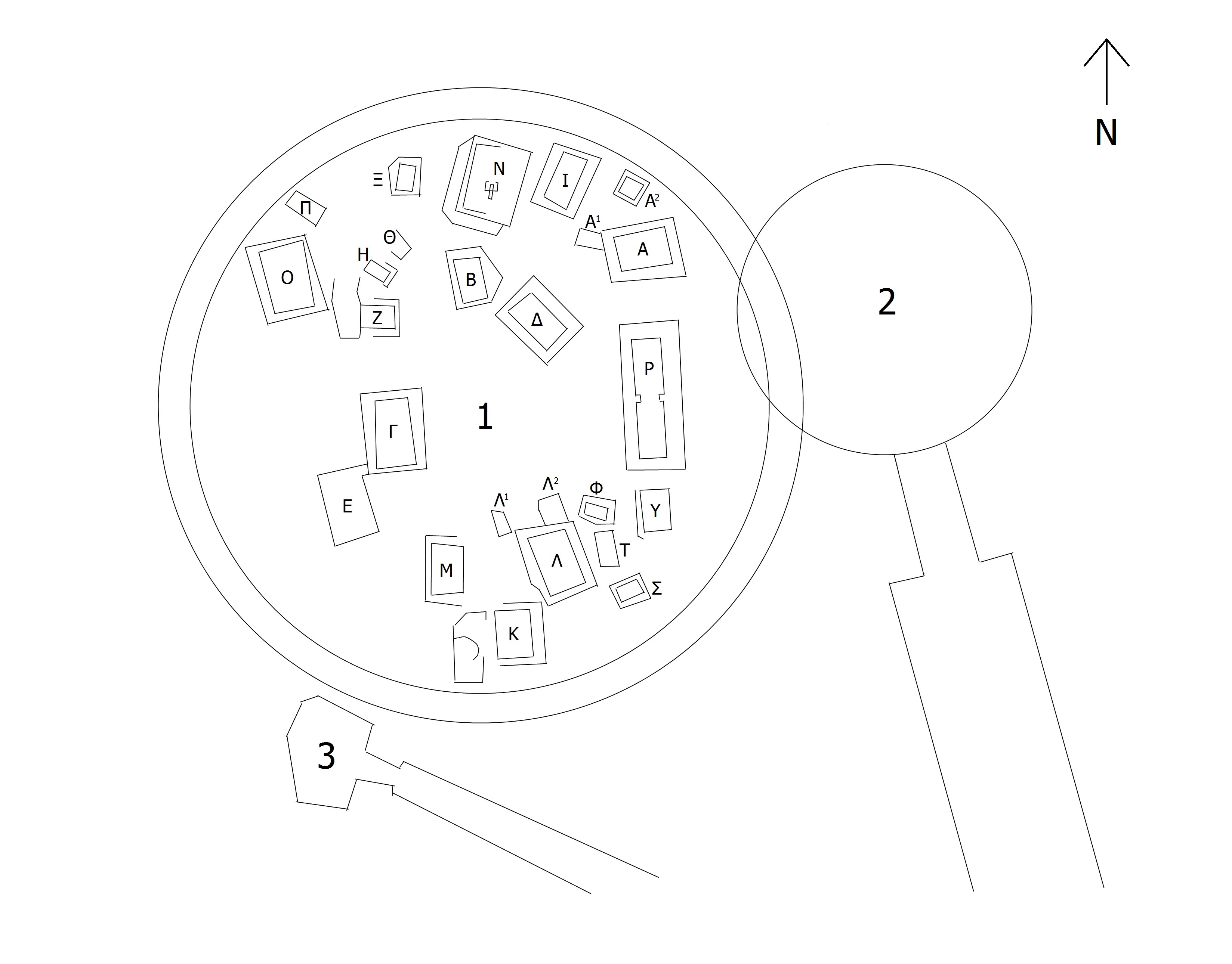
Le cercle B (n° 1 sur le plan) se trouve immédiatement à l'ouest de la tombe de Clytemnestre (n° 2).

Le cercle funéraire B, d'un diamètre de 28 m, est situé à une distance de 117 m à l'ouest de la porte des Lionnes, entrée principale de la forteresse Mycènes. La structure funéraire est entourée d'un mur de pierre circulaire d'1,55 m d'épaisseur et 1,20 m de hauteur,. Le cercle abrite un total de vingt-six tombes, dont quatorze sont des fosses funéraires et le reste de simples cistes. Les restes de vingt-quatre individus ont été découverts dans les fosses,, tandis que six des fosses sont des tombes familiales contenant plusieurs défunts.
La plupart des fosses sont marquées par un tas de pierres et des stèles ont été érigées sur quatre d'entre elles, s'élevant jusqu'à 2 m. Deux des stèles, sur les tombes α et γ, sont gravées de scènes de chasse.

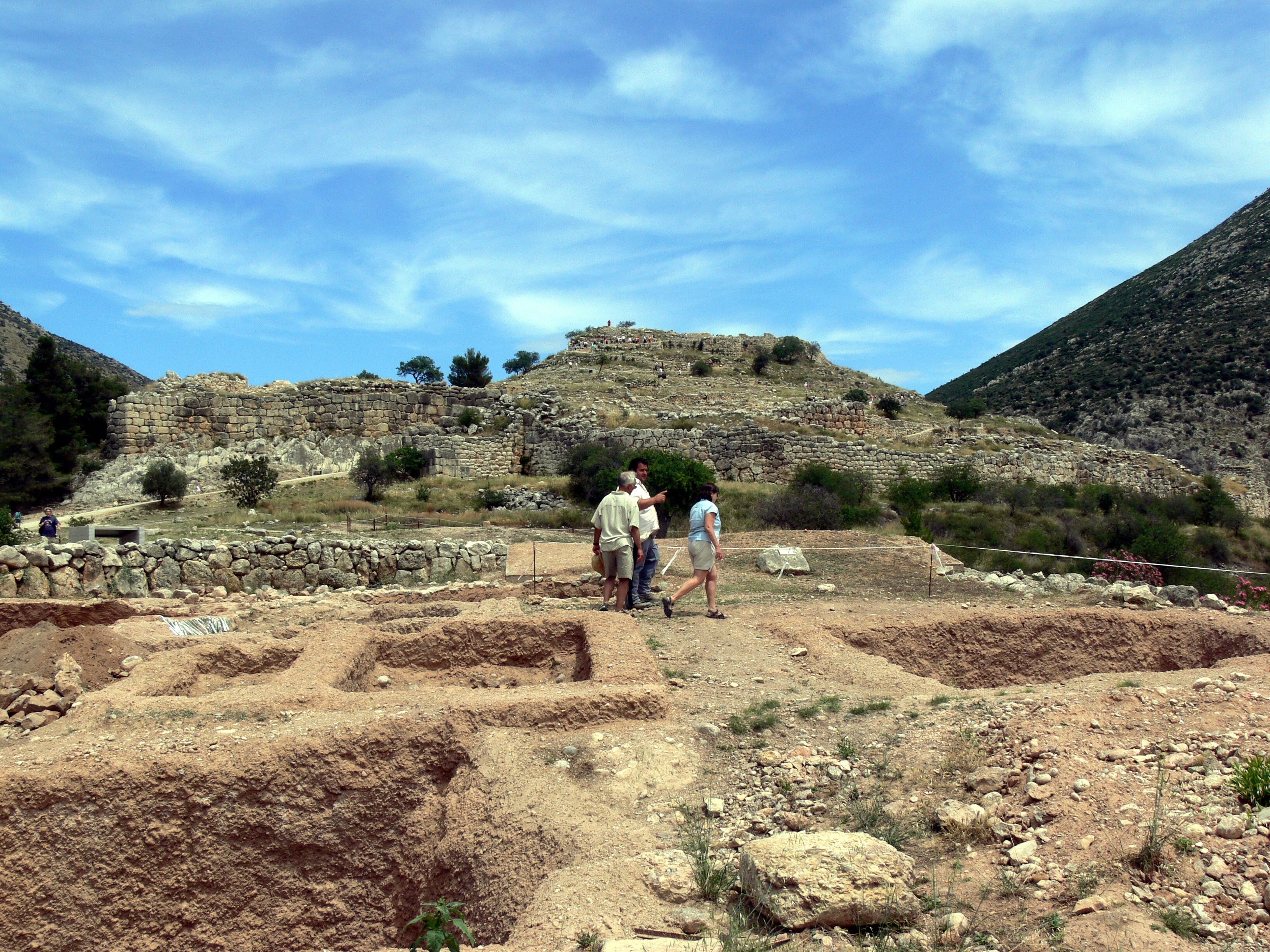
Fosses et coupoles du cercle B, à l'extérieur des murs.
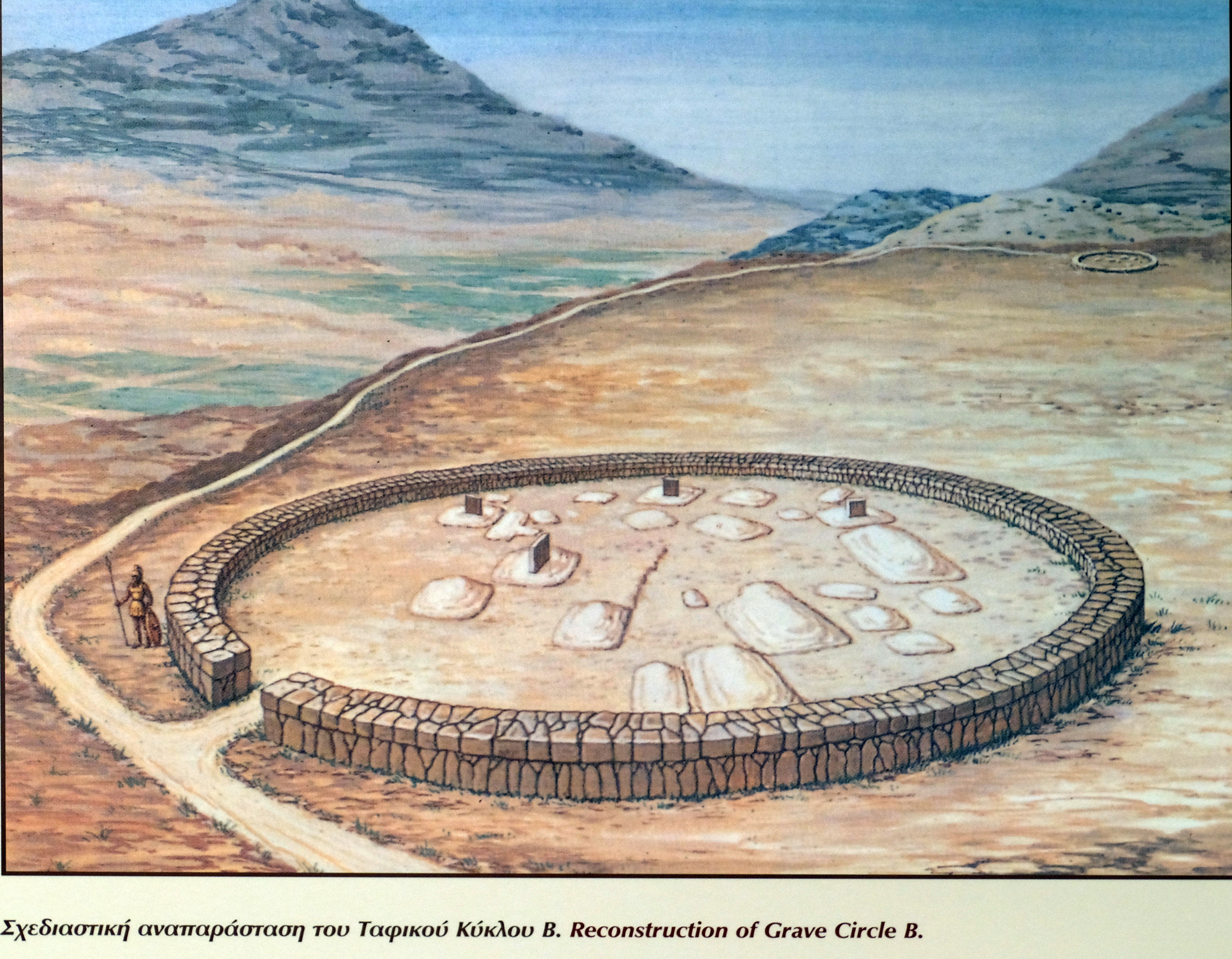
Reconstitution du cercle B

## Archéologie

### Fouilles

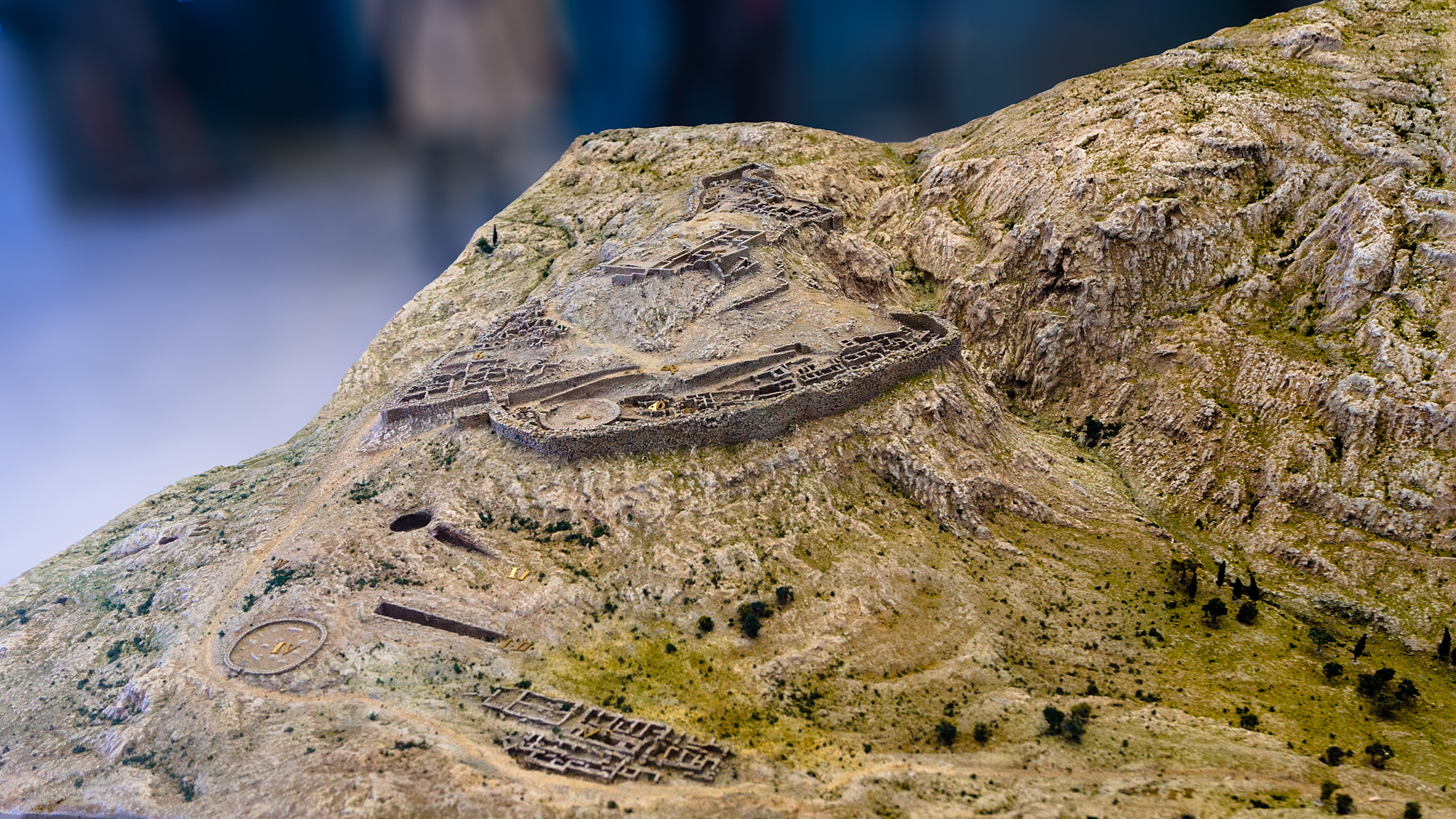
Modèle de la citadelle de Mycènes. Le cercle B se trouve en bas à gauche sur l'image, à l'extérieur de l'enceinte, près du couloir de la tombe de Clytemnestre.

Le complexe funéraire est découvert par hasard en 1951, lorsque des ouvriers creusent une tombe à tholos voisine, du XIIIe siècle avant notre ère, connue sous le nom de tombe de Clytemnestre. De vastes fouilles, menées par les archéologues Ioannis Papadimitriou et Georgios Mylonas en 1952, sont réparties sur deux ans. Chaque fosse est liée à une lettre de l'alphabet grec, afin de se distinguer des tombes du cercle A qui portent des chiffres latins.
Ce groupe de vingt-six tombes date de la fin de l'Helladique moyen jusqu'au début de la période de l'Helladique tardif, environ 1675/1650-1550 avant notre ère,. Leur nombre exceptionnel, ainsi que l'absence de pillage, permettent aux archéologues d'extraire une analyse détaillée des caractères de la société mycénienne à cette époque.

### Description des tombes et du mobilier
Par chance, les tombes n'ont pas été pillées dans l'Antiquité, comme il s'est produit dans beaucoup d'autres monuments, comme les tombes à tholos mycéniennes des XVe – XIIe siècles avant notre ère. Les femmes défunt étaient richement vêtues, portant bijoux et ornements : boucles d'oreilles, colliers, bandes et épingles en or et en argent.
Au côté des hommes, qui portaient des vêtements brodés d'or, ont été retrouvés des épées, poignards et pointes de flèches,. La tombe ν (nu) a livré les vestiges d'un casque en défenses de sanglier, typique de l'équipement militaire mycénien,.
Un masque mortuaire en électrum a également été découvert. Cependant, il ne se trouvait pas sur le visage du défunt, mais dans un coffret en bois à son côté. Les ornements funéraires diffèrent de ceux du cercle A, comme des masques mortuaires en or d'un style nouveau, comme le masque d'Agamemnon.

#### Tombeα(alpha)

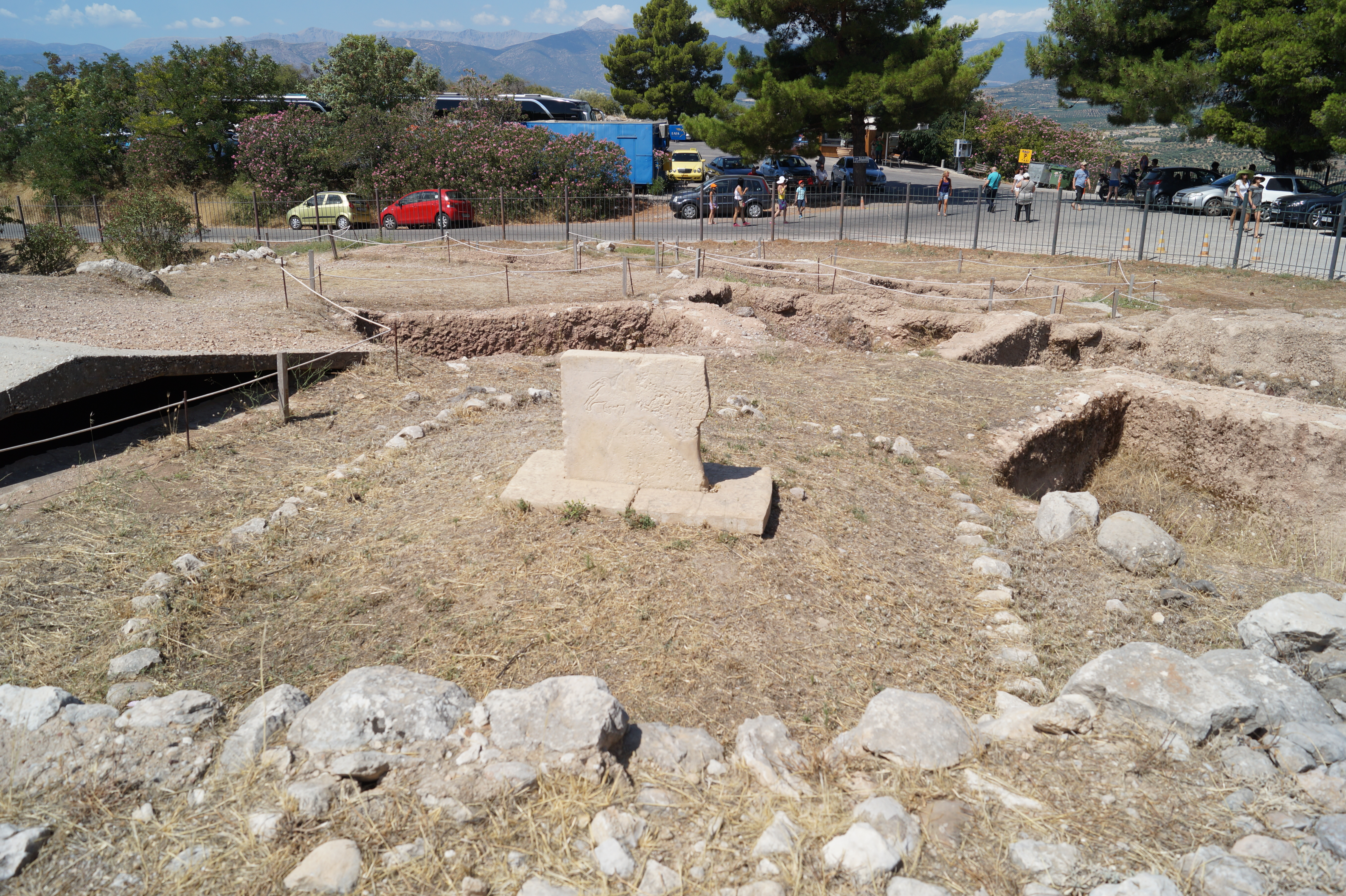
Tombe α : monticule et stèle reconstitués sur place.

La tombe α (alpha) a été le premier tombeau découvert, sur lequel se trouvait une stèle ornée de scènes de chasse. C'est la troisième plus grande tombe à fosse du cercle B et c'est la seule grande tombe orientée ouest-est. D'abord, une femme a été enterrée et, peu de temps après, un homme. Les fouilles ont livré comme mobilier funéraire deux vases en argent, deux en bronze et un en céramique. Une coupe en céramique est similaire aux spécimens du Minoen moyen (MM III B) de Cnossos. Parmi les armes mises au jour figurent un fer de lance, trois épées de type A, une lame linguiforme, trois couteaux et des plaques d'ivoire provenant d'un casque en défenses de sangliers. La tombe α coïncide avec les inhumations tardives dans la tombe VI du cercle A.
Deux tombes plus anciennes et plus petites de l'Helladique moyen ont été partiellement détruites lors de la construction de la tombe α. Elles sont appelées tombe α1 et tombe α2. La tombe α1 contenait un corps dont la tête a été perdue lors de la construction de la tombe α. La tombe α2 ne contenait aucun corps. Cependant, un squelette a été trouvé entre les tombes α et δ, qui pourrait provenir à l'origine de cette tombe α2.

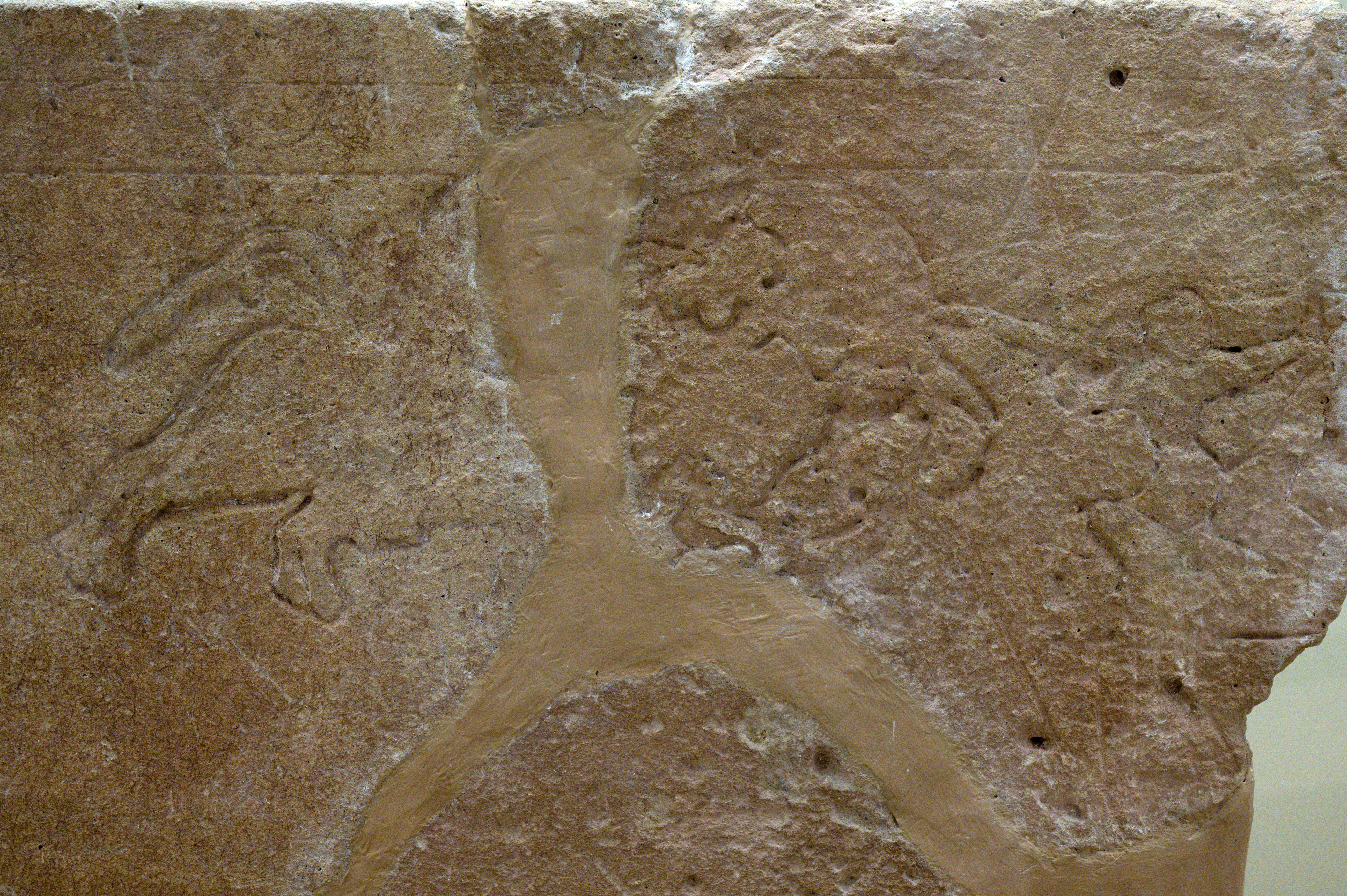
Tombe α : Détail de la stèle. Relief helladique moyen de Mycènes, détail du saut de taureau. Tombe A. MH III, 1700-1600 av.JC. AMM : Musée archéologique de Mycènes.
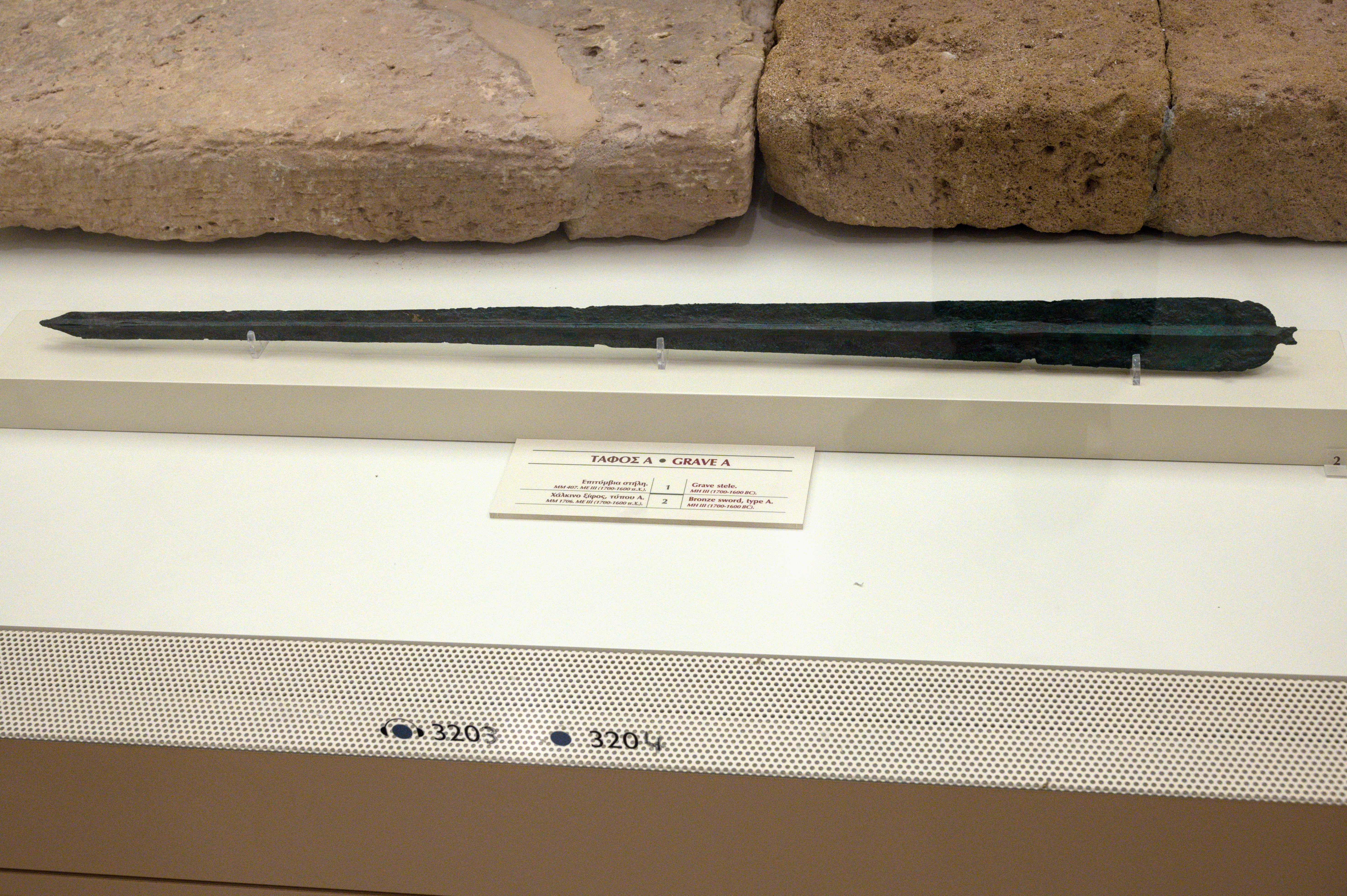
Tombe α. Épée en bronze, type A, MH III, XVIIe s. av. J.-C. AMM.

#### Tombeβ(bèta)

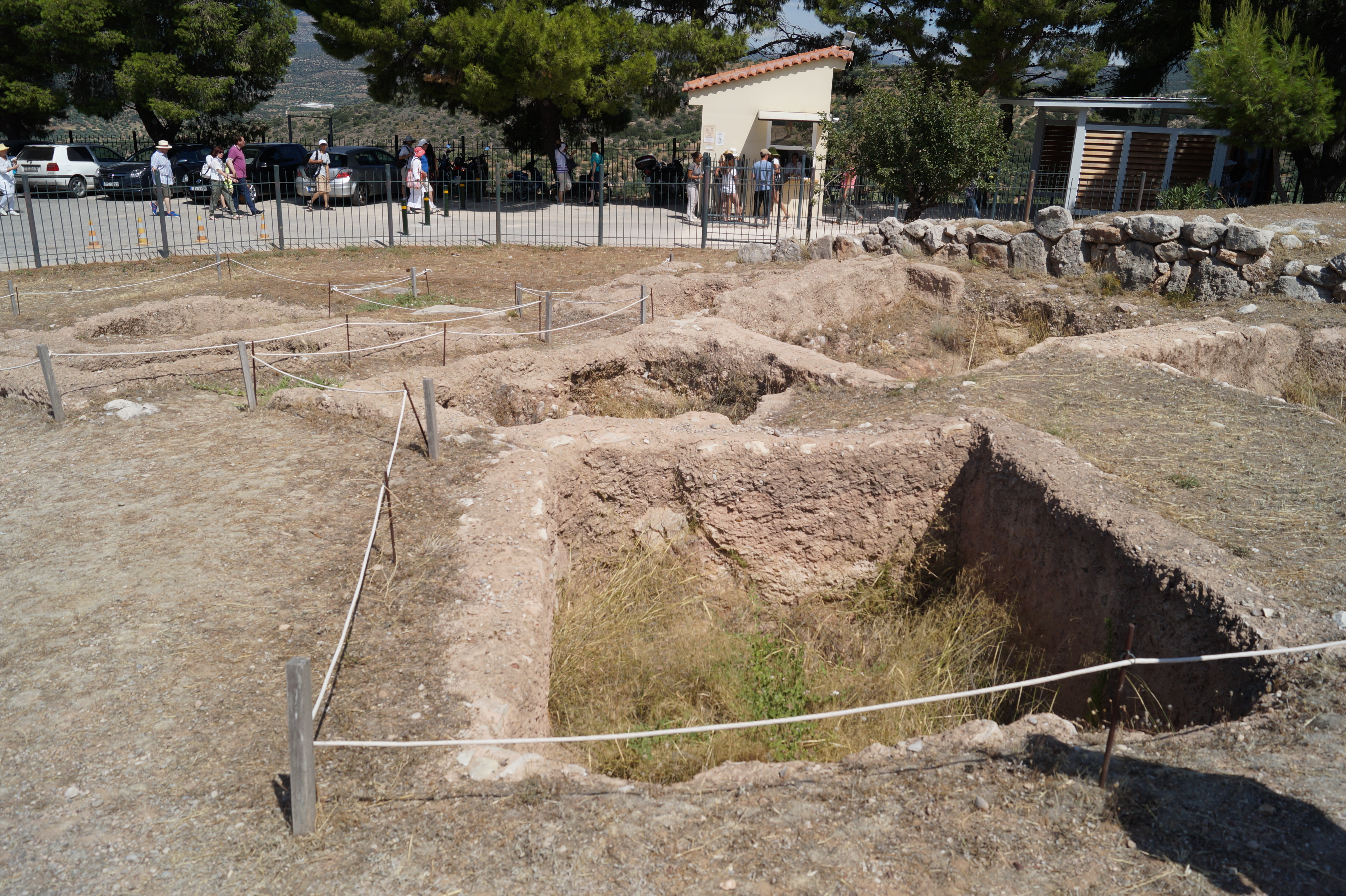
Cercle B des tombes, Mycènes. Devant, la tombe δ (delta). Derrière, la tombe à fosse β (bèta). À droite, la tombe à fosse ν (nu). À gauche, plus petites, les tombes à ciste ζ (zèta), η (èta) et θ (thèta), et la tombe à fosse ξ (xi).

La tombe β, qui date de la phase tardive I, est la plus ancienne tombe à fosse de grande dimension. Elle a été creusée dans la roche et pourvue de murs de brique sur les côtés courts, avec des trous de poteaux aux quatre coins. Un homme de grande taille, d'environ 1,80 m, était enterré allongé sur le dos. Cinq vases étaient disposés à sa tête, deux à ses pieds, et un poignard reposait à sa droite. Le défunt portait un bracelet et une bande d'épaules en électrum. Près de lui ont été trouvés une poterie à peinture mate (de), et un autre vase à motifs floraux, produit à Phylakopi ou en imitant le style.

#### Tombeγ(gamma)
La tombe γ, la deuxième tombe à fosse par la taille, est située approximativement au milieu du cercle funéraire B. Les côtés longs étaient en pierre appareillée, tandis que les côtés courts étaient en briques d'argile. Deux stèles étaient érigées sur la tombe, l'une simple, l'autre décorée. Après l'effondrement de la tombe dès l'Antiquité, la stèle non décorée a ensuite réérigée, la stèle décorée leur servant de support à chacune. La tombe γ contenant quatre défunts.

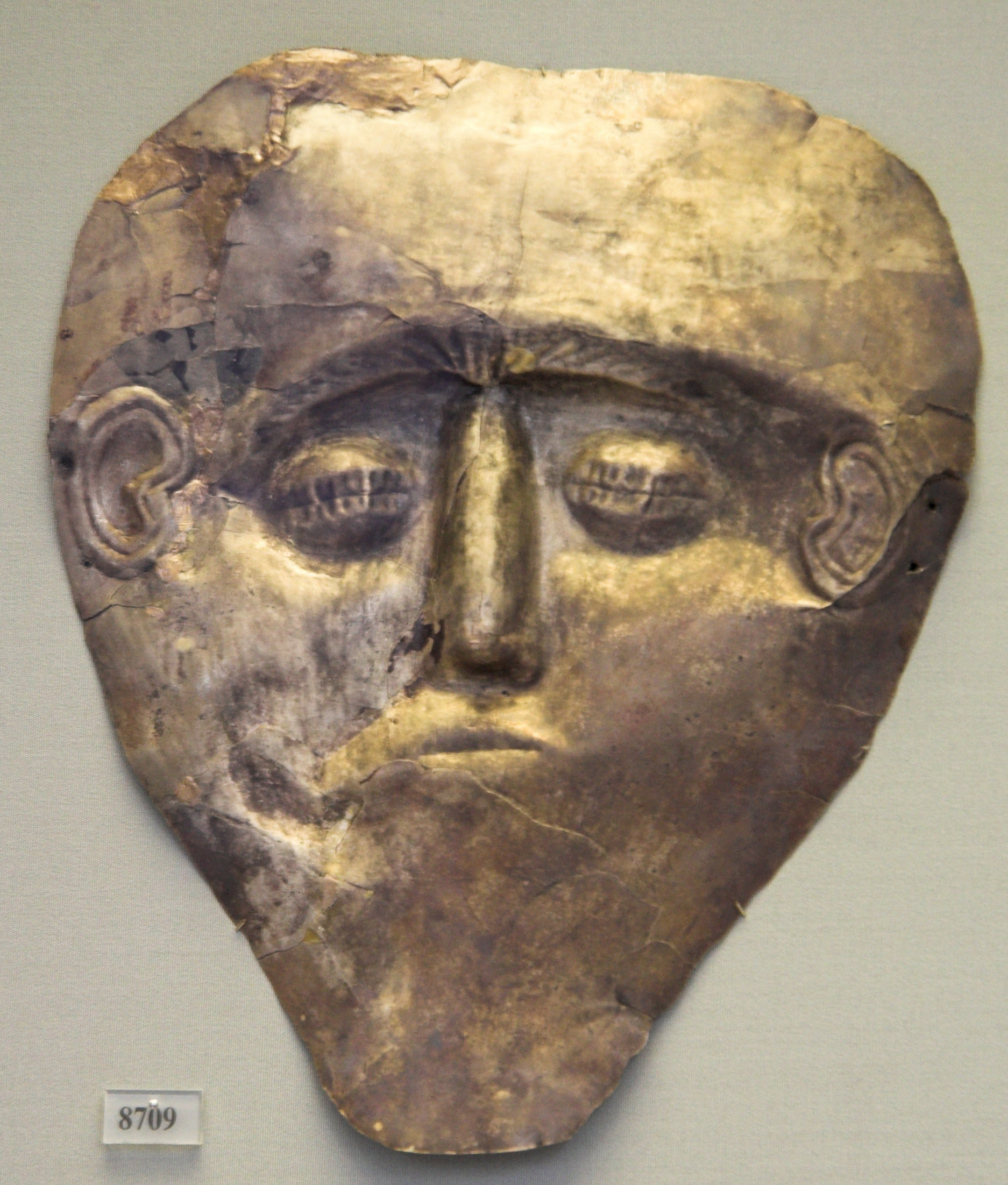
Masque mortuaire en électrum, fosse funéraire γ, NAMA 8709.

La première inhumation a eu lieu à la fin de la phase I et la dernière à la fin de la phase II A. Tout d'abord, un homme a été enterré, la tête tournée vers le nord. Par la suite, une femme, accompagnée de peu de mobilier funéraire, a également été enterrée la tête tournée vers le nord : elle avait environ 35 ans, souffrait d'arthrite dans le dos et les mains, et avait eu un bras cassé, qui avait bien guéri. À ses pieds, un jeune homme était enterré la tête tournée vers l'est. Enfin, un autre jeune homme a été inhumé, la tête tournée vers le nord. À cet effet, les restes des deux premières sépultures ont été rapprochés vers le mur est. Le défunt était âgé d'environ 28 ans et portait sur son crâne des traces de trépanation. L'homme est décédé peu de temps après cette opération. Parmi les restes de ce dernier individu se trouvait un masque en électrum, qui reposait dans un coffret en bois.

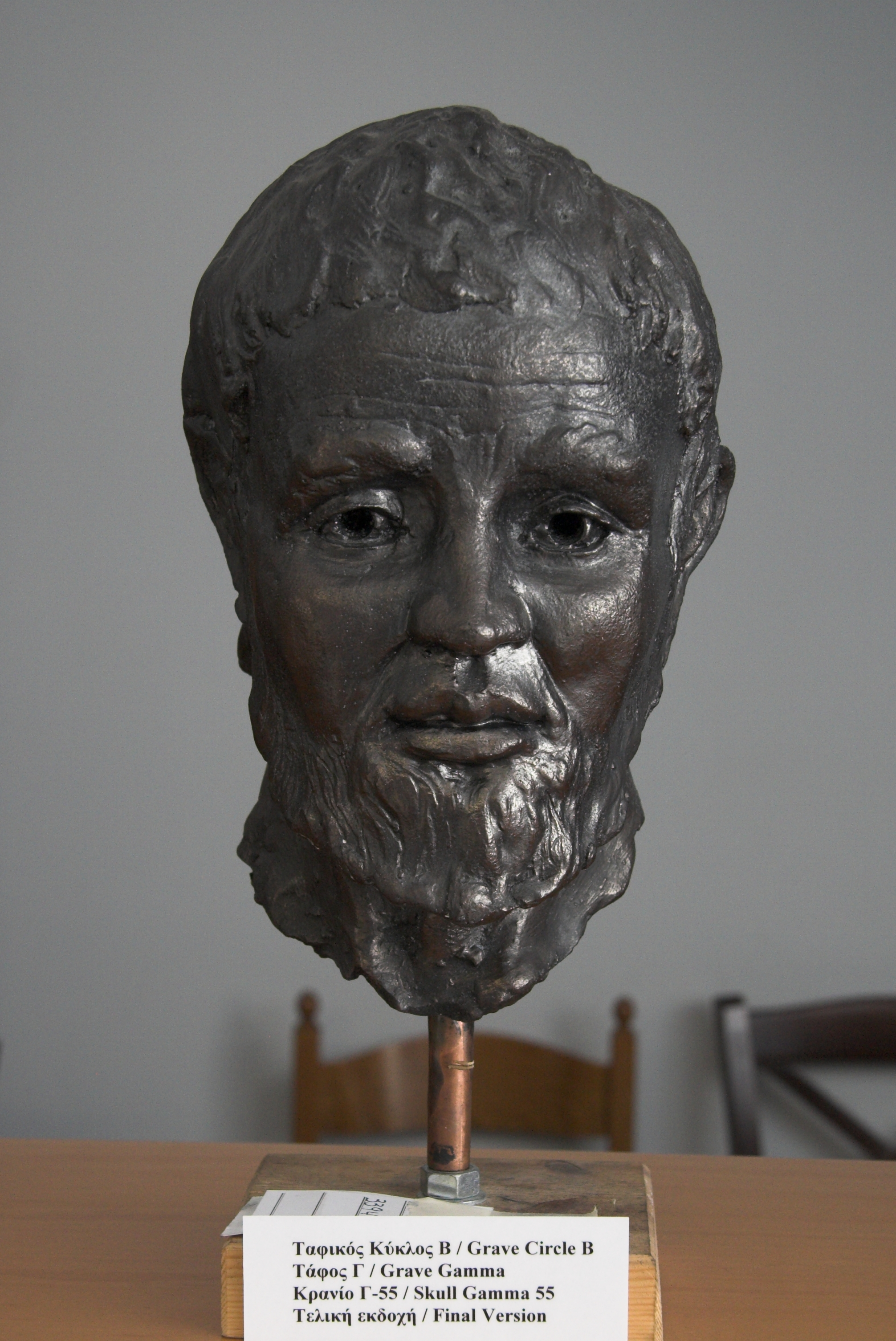
Reconstruction d'un visage du cercle B. Crâne 55 de la tombe γ, AMM.
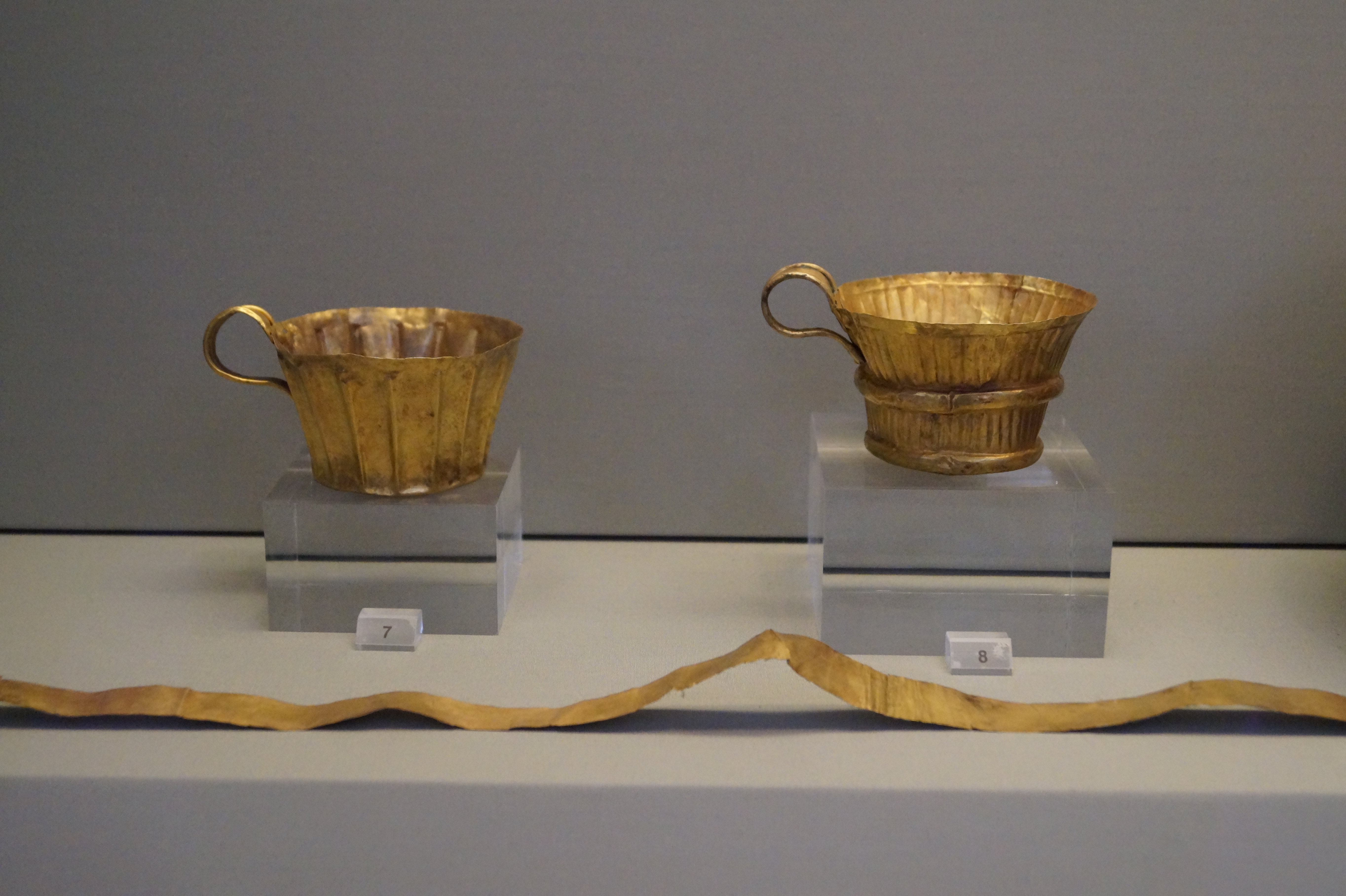
Deux tasses de la tombe γ du cercle B de Mycènes, NAMA.
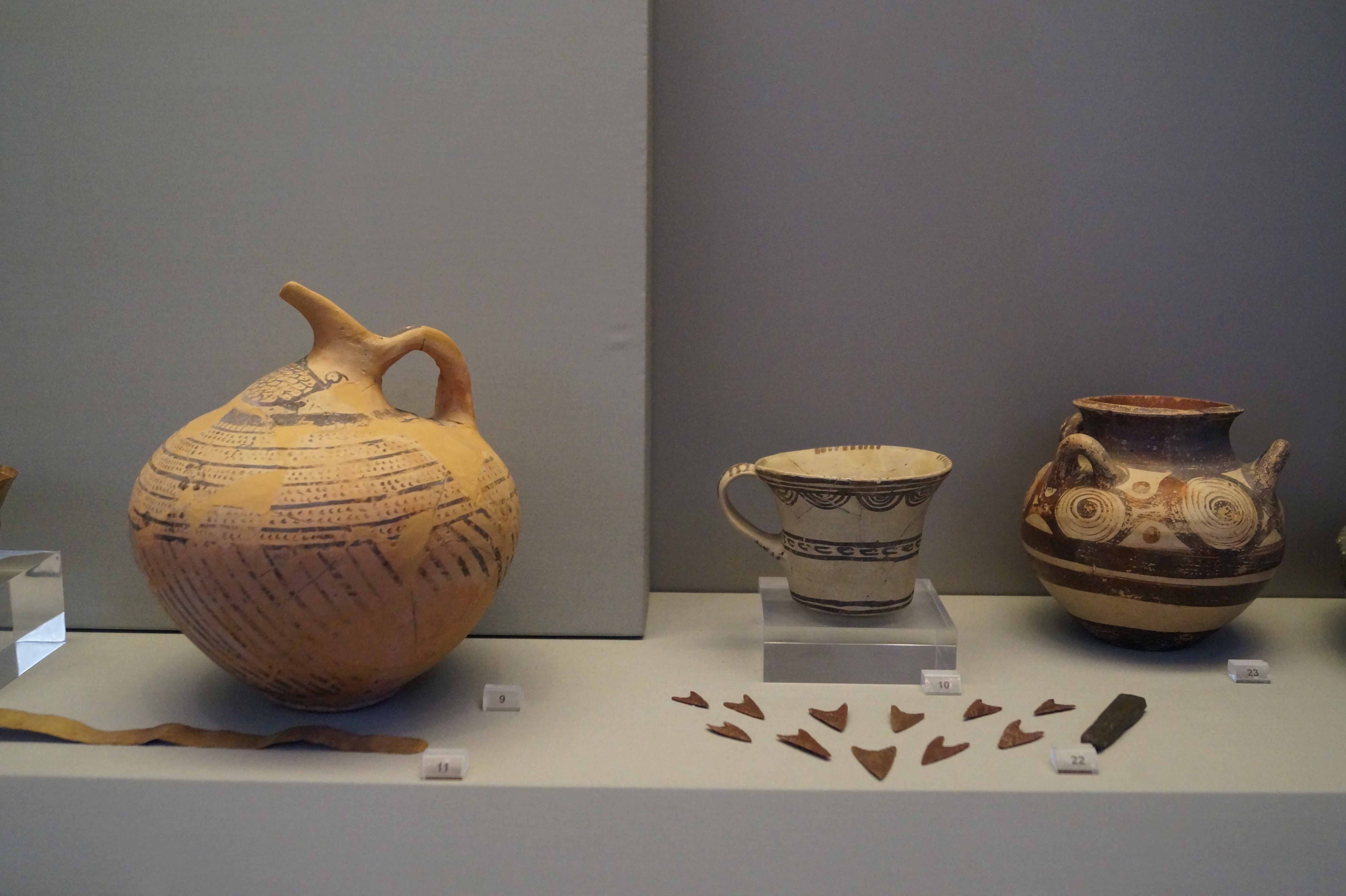
Poterie et pointes de flèches en silex, tombes γ et δ, NAMA.

#### Tombeδ(delta)

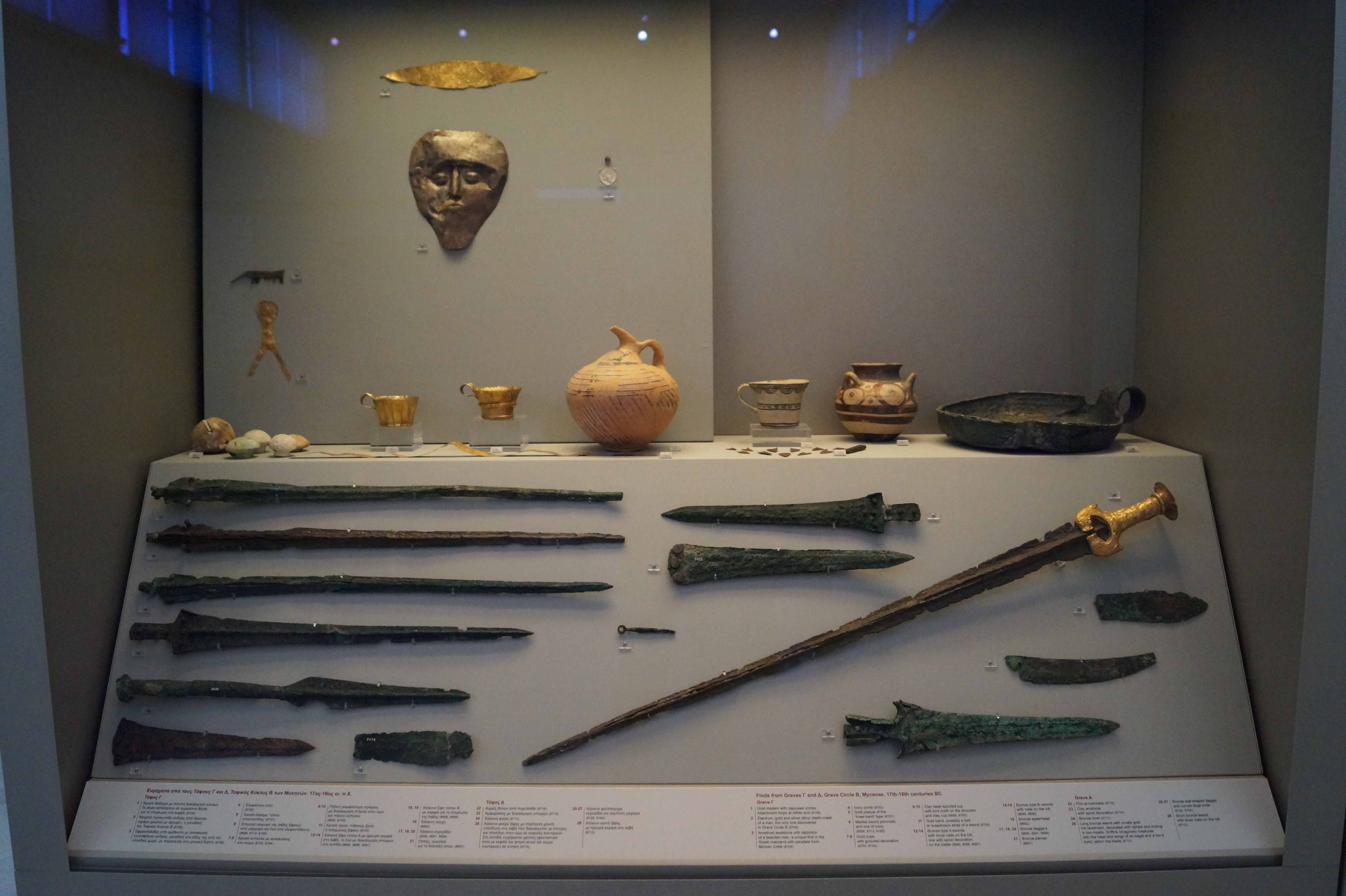
Objets des tombes γ (gamma) et δ (delta), NAMA.

La tombe à fosse δ a été creusée à environ 2 m de profondeur dans la roche. Un homme y a été enterré à la fin de la phase I. Un deuxième post-enterrement masculin a été accompli à la fin de la phase II B, tandis que les restes du premier individu ont été repoussés dans le coin nord-est. Parmi les objets funéraires retrouvés figuraient une épée en bronze à poignée dorée, un couteau en bronze, un poignard en bronze, une autre épée, des pointes de flèches en silex et une amphore. Peu de temps après, une femme a été inhumée, les objets funéraires de l'enterrement précédent étant repoussés contre les murs ouest et est.

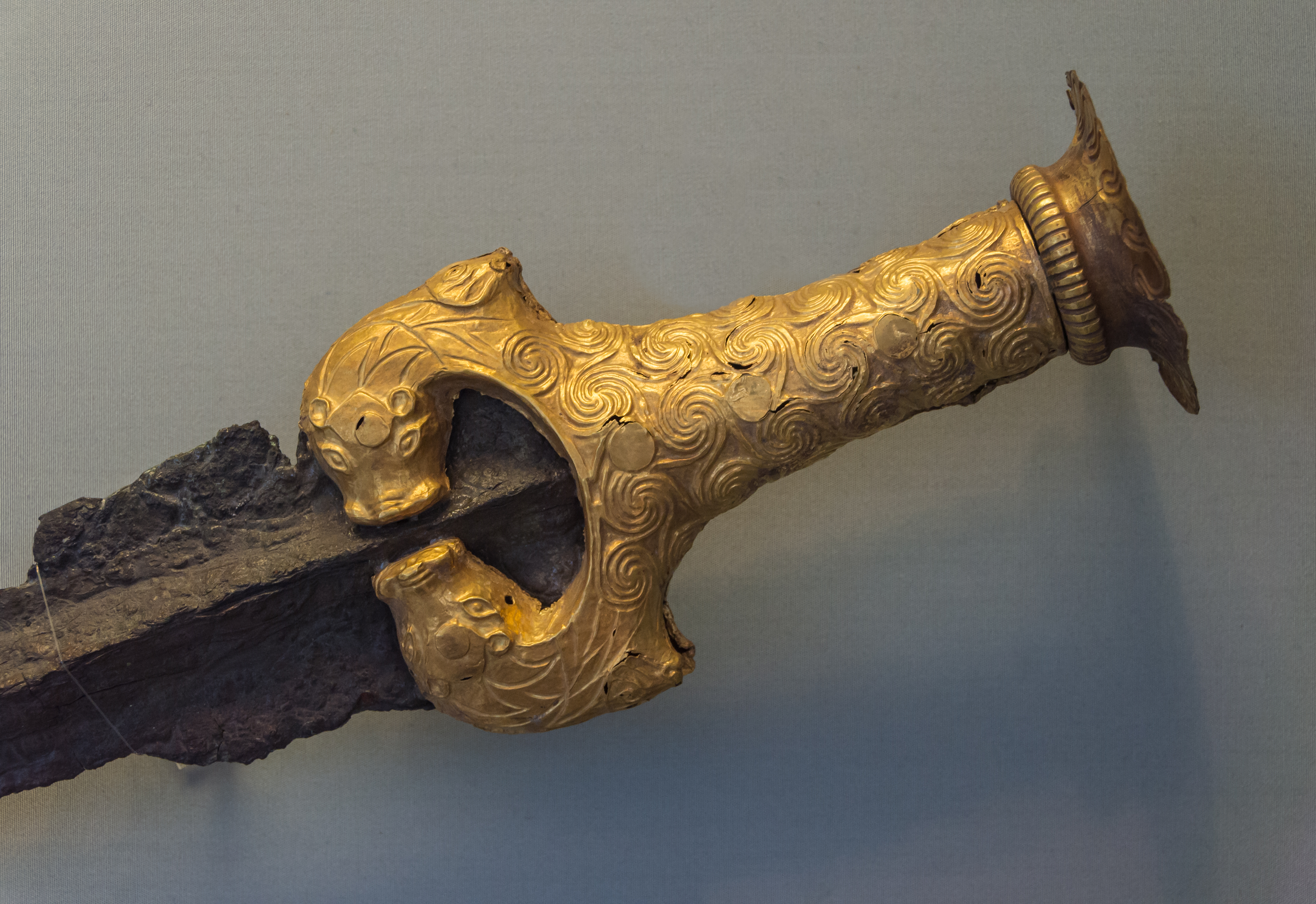
Épée mycénienne, or et acier, tombe δ (delta), détail, NAMA 8710.
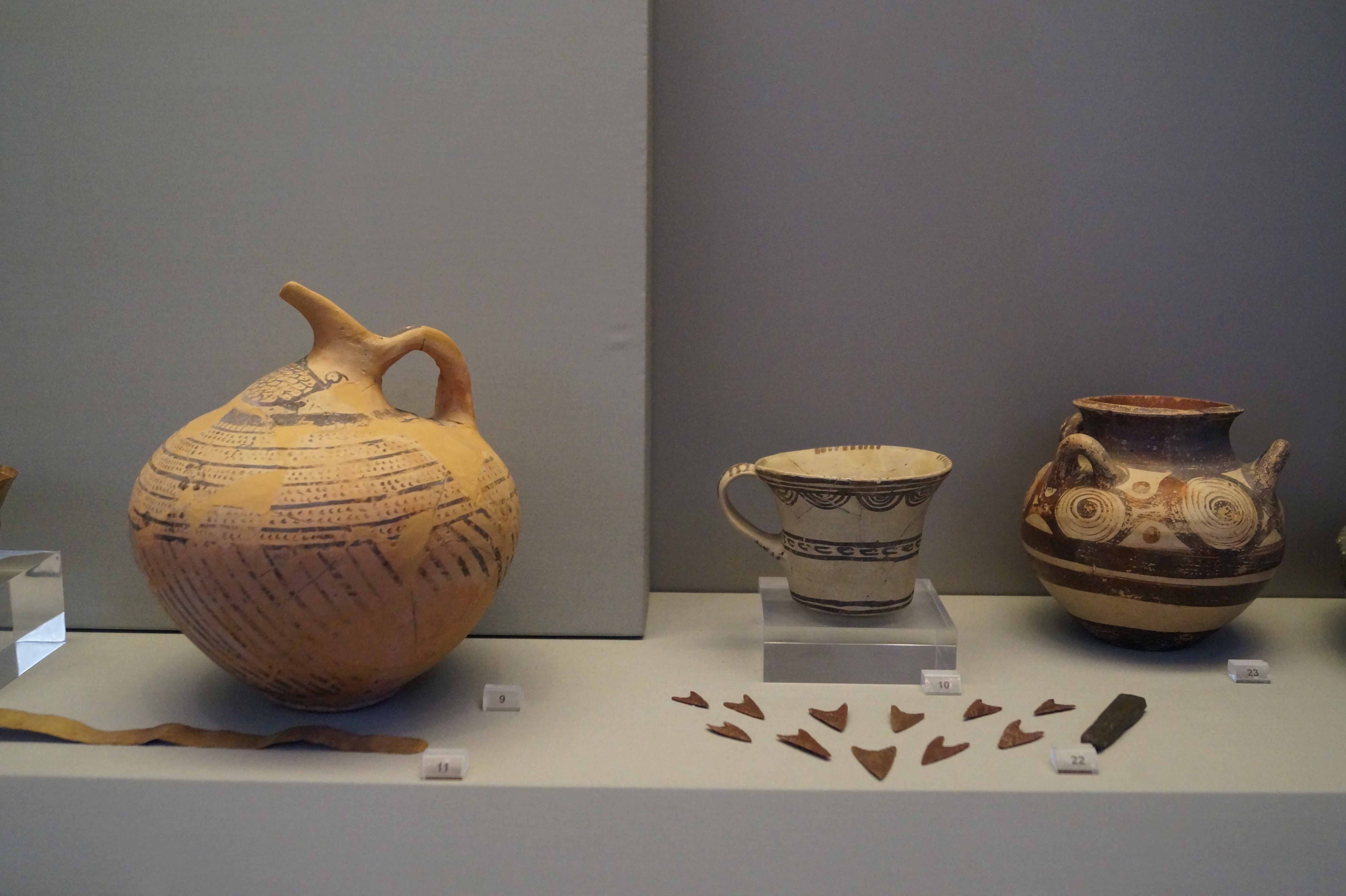
Poterie et pointes de flèches des tombes γ (gamma) et δ (delta), NAMA.

#### Tombeε(epsilon)

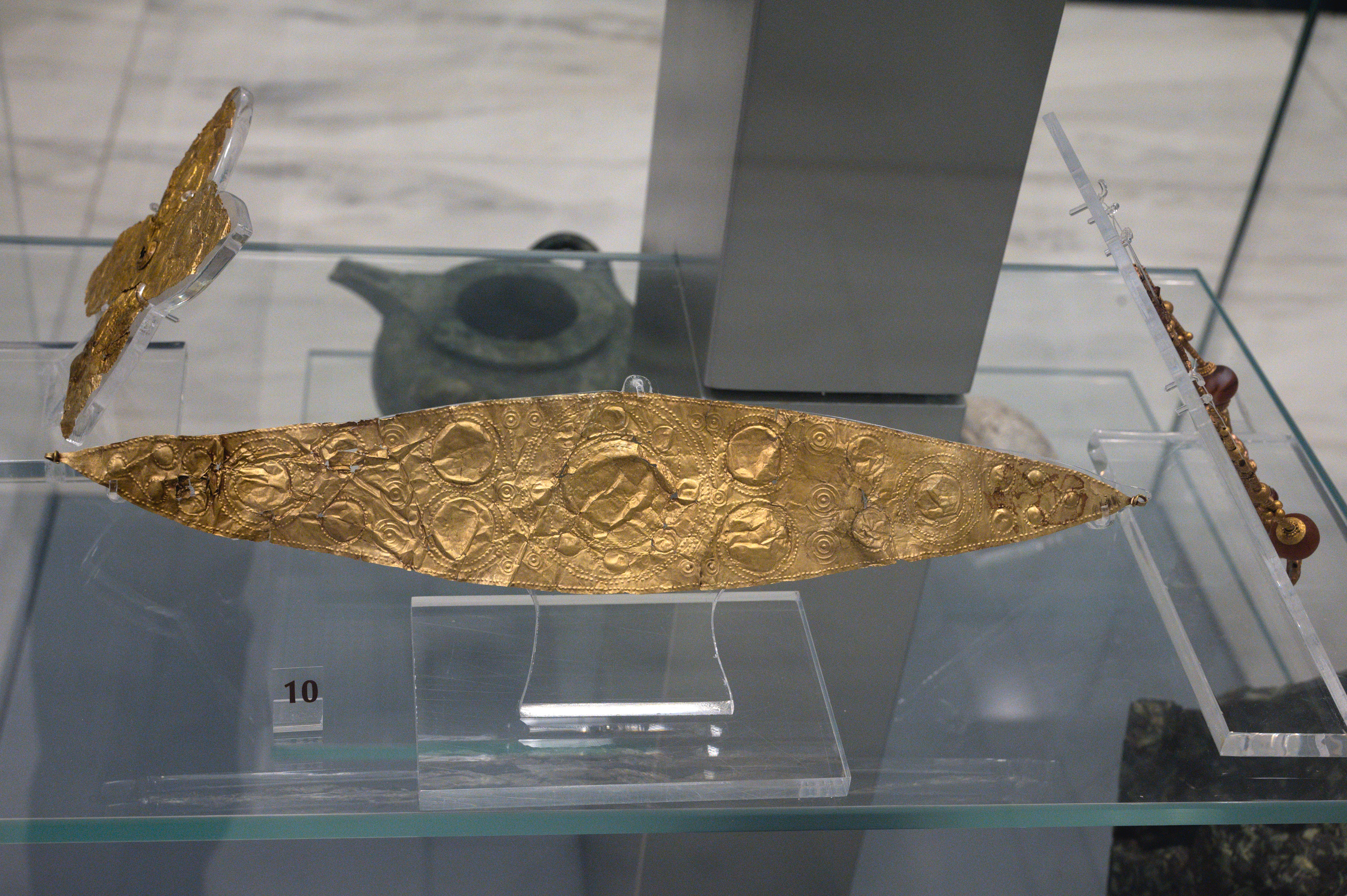
Bijoux mycéniens en or, LH I, XVIe s. avJC : diadème de la tombe ε (epsilon), AMM 1711.

Une femme a été enterrée en position accroupie dans la fosse ε. Les riches offrandes comprenaient des ornements dorés (des coiffes, des étoiles), quatre vases en bronze, un bassin en bronze, un cratère et deux cruches. Sur la base de la poterie trouvée — plusieurs cruches non peintes ou à peinture mate (de) — l'inhumation peut être datée de la phase tardive II. Une dent a été trouvée dans la tombe et des récipients en argile dans le remplissage de la tombe, qui appartenaient semble-t-il à un enterrement antérieur à la tombe ε, au cours de la phase tardive I, comme le montre la poterie minyenne (de) : un calice en poterie minyenne grise contenant les os d'un petit oiseau a été trouvé au-dessus de la tombe, sans doute placé lors de la cérémonie d'inhumation.

#### Tombesζ(zèta),η(èta) etθ(thèta)

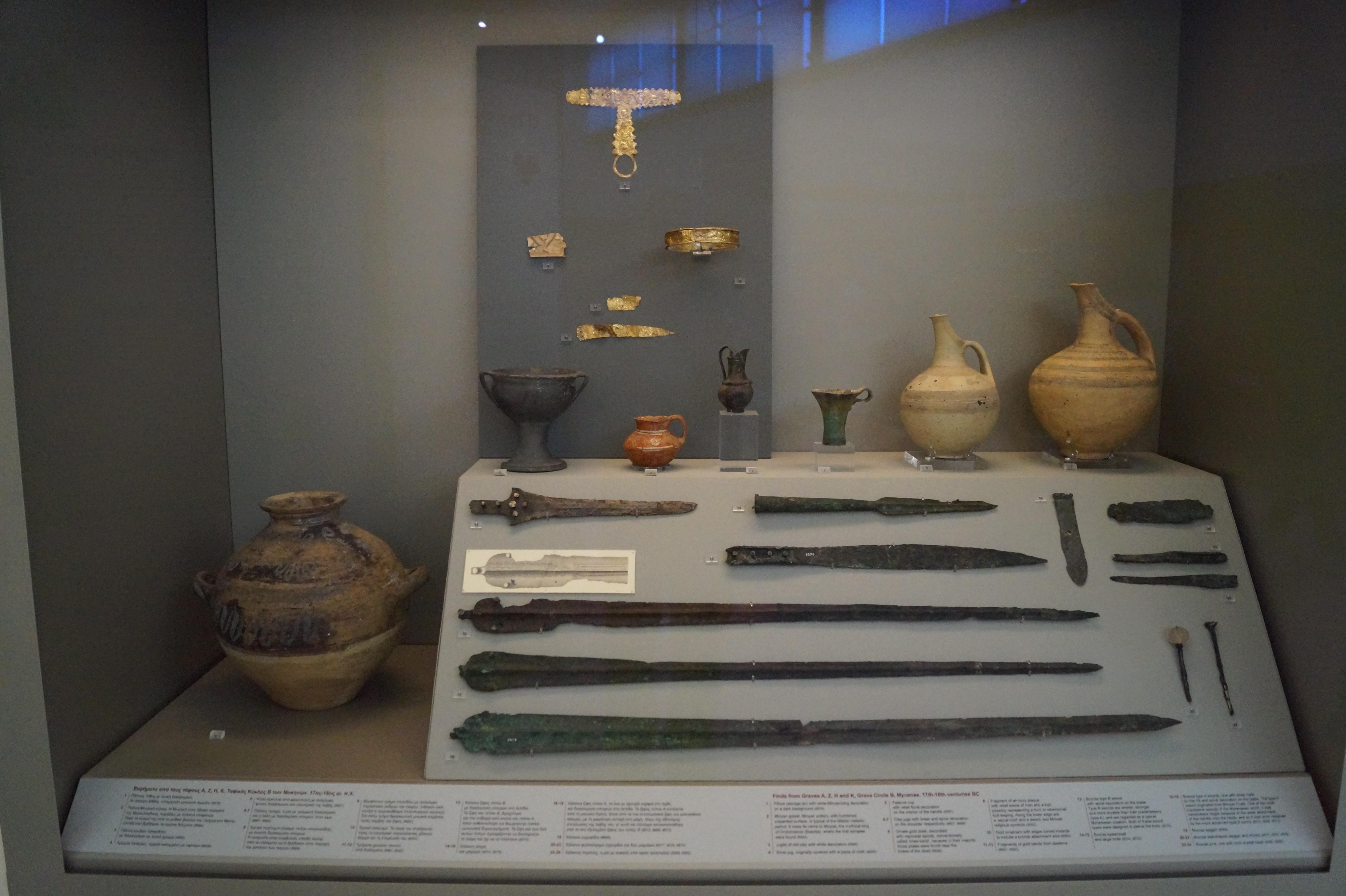
Mobilier des tombes α, ζ, η, κ.

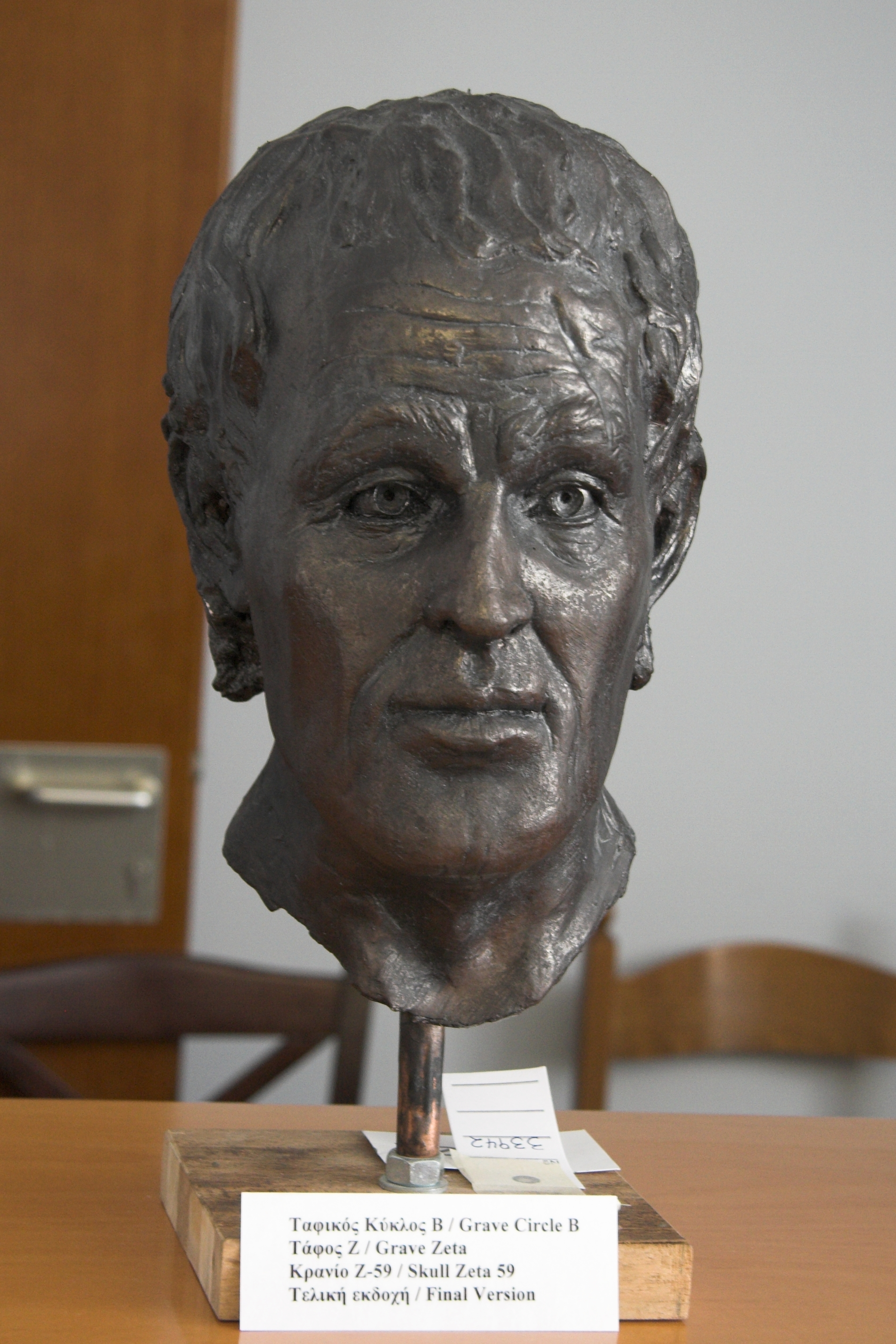
Reconstruction du visage d’un homme du cercle B.

Les tombes en pierre ζ, η et θ, qui datent toutes de la première phase, étaient très petites, avec seulement un demi-mètre de profondeur. Se trouvant toutes dans la partie nord du cercle B, elles sont regroupées sous le nom de tombes anciennes du nord. La tombe ζ est liée à une échancrure dans la roche, à l'ouest, et en était séparée par un mur en brique crue. Aux quatre coins, des trous de poteaux soutenaient vraisemblablement la structure du toit. Dans cette tombe, un homme de plus de 1,80 m a été enterré en position accroupie, la tête tournée vers l'est. Une épée en bronze et de la poterie du style cycladique ancien ont été trouvées comme offrandes funéraires.
Dans la tombe η, un homme était allongé en position accroupie, la tête tournée vers le nord-ouest, entouré d'un poignard linguiforme et de cinq vases. Un autre homme se trouvait enseveli dans la tombe θ. Bien qu'elle ait été partiellement détruite lors de la construction d'un aqueduc moderne, on a pu identifier un couteau à un seul tranchant et plusieurs vases en céramique.

#### Tombeι(iota)
La fosse funéraire ι a été creusée à près de 3 m de profondeur dans la roche. Deux squelettes masculins y ont été trouvés : un de la phase précoce et un de la phase tardive I. Les restes de la première sépulture, avec ses quelques objets funéraires, mais comprenant une coupe de type Vaphio en argent avec un bord en or, ont été mis de côté et le second mort inhumé au milieu du tombeau. Parmi ses offrandes figuraient une épée, une lame linguiforme, des pincettes, deux bandes triangulaires d'or, onze vases et quatre grands pots de stockage.

#### Tombeκ(kappa)

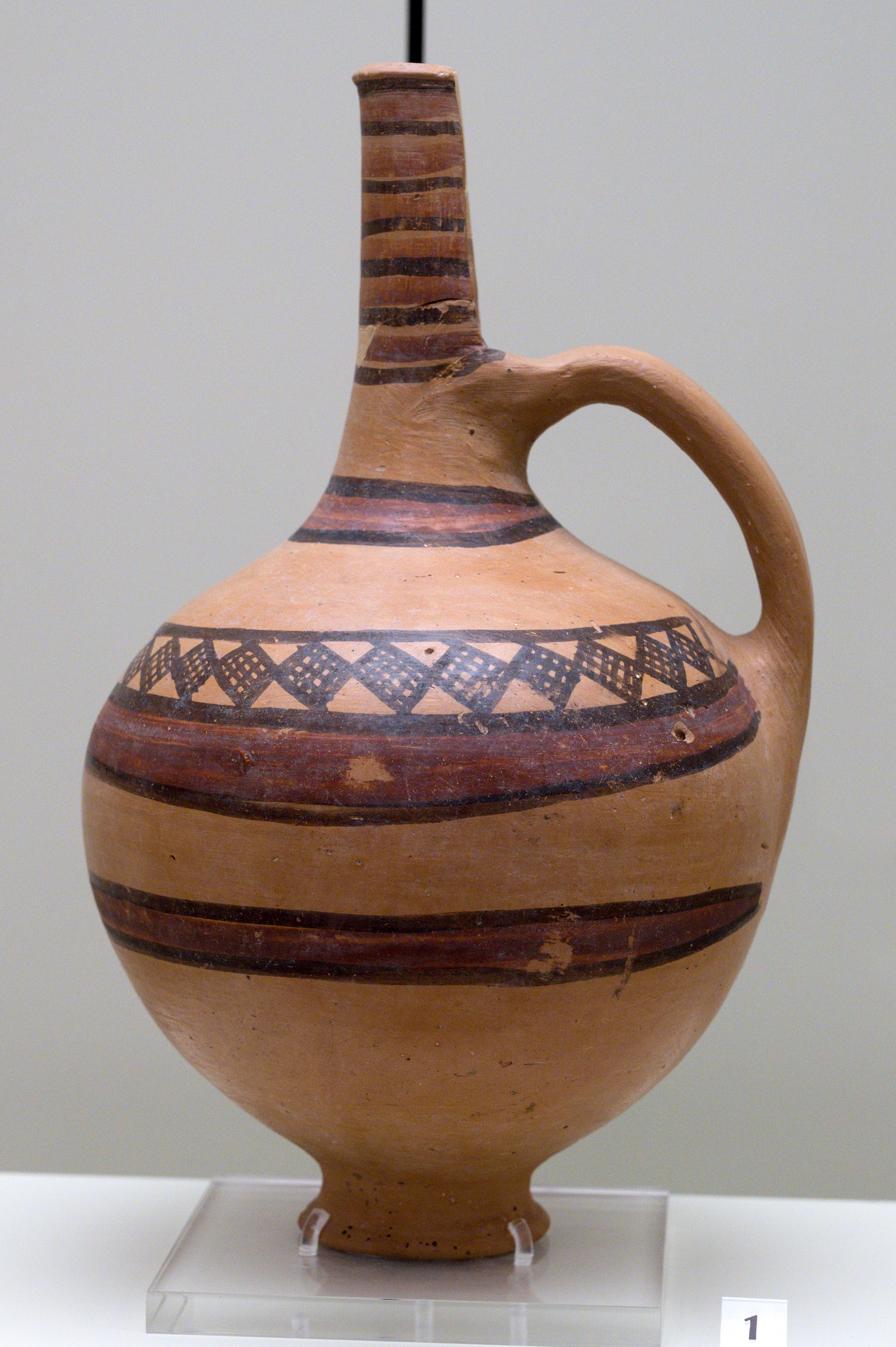
Jarre à col coupé, LH I, 1600-1500 avJC. Mycènes, cercle B, tombe κ (kappa). AMM.

La tombe κ est la plus au sud : un seul corps y a été enterré. L'absence d'armes laisse penser qu'il s'agit de la tombe d'une femme. Cette sépulture tardive de la phase II B ne contenait que quatre vases, dont deux étaient peints en style bichrome.

#### Tombeλ(lambda)

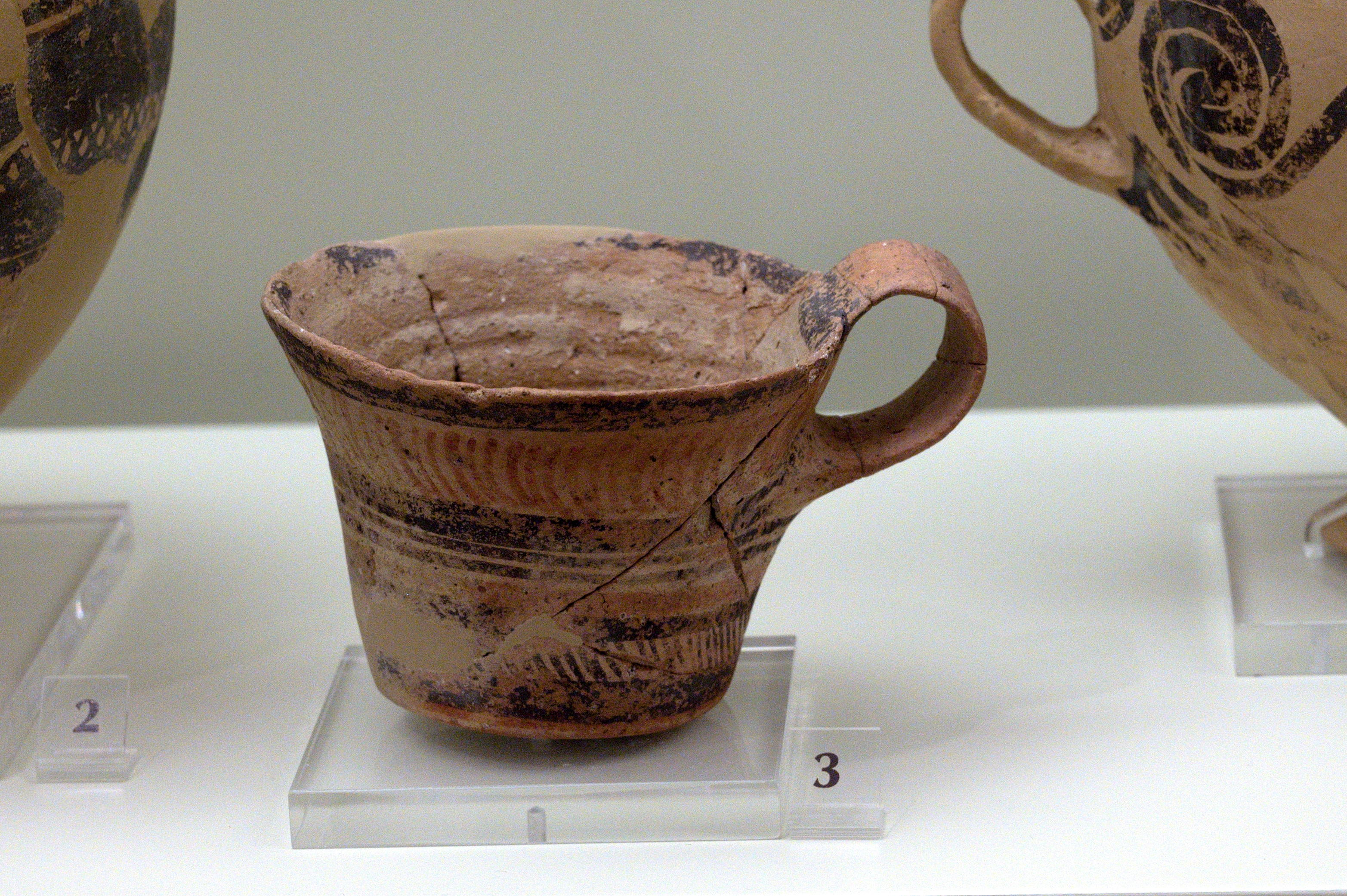
Poteries, tombe λ du cercle B à Mycènes. Tasse LH I, 1600-1500 avJC. ; tasse de type Vaphio, MH III, 1700-1600 avJC. ; coupe, LH I, 1600-1500 avJC., AAM.

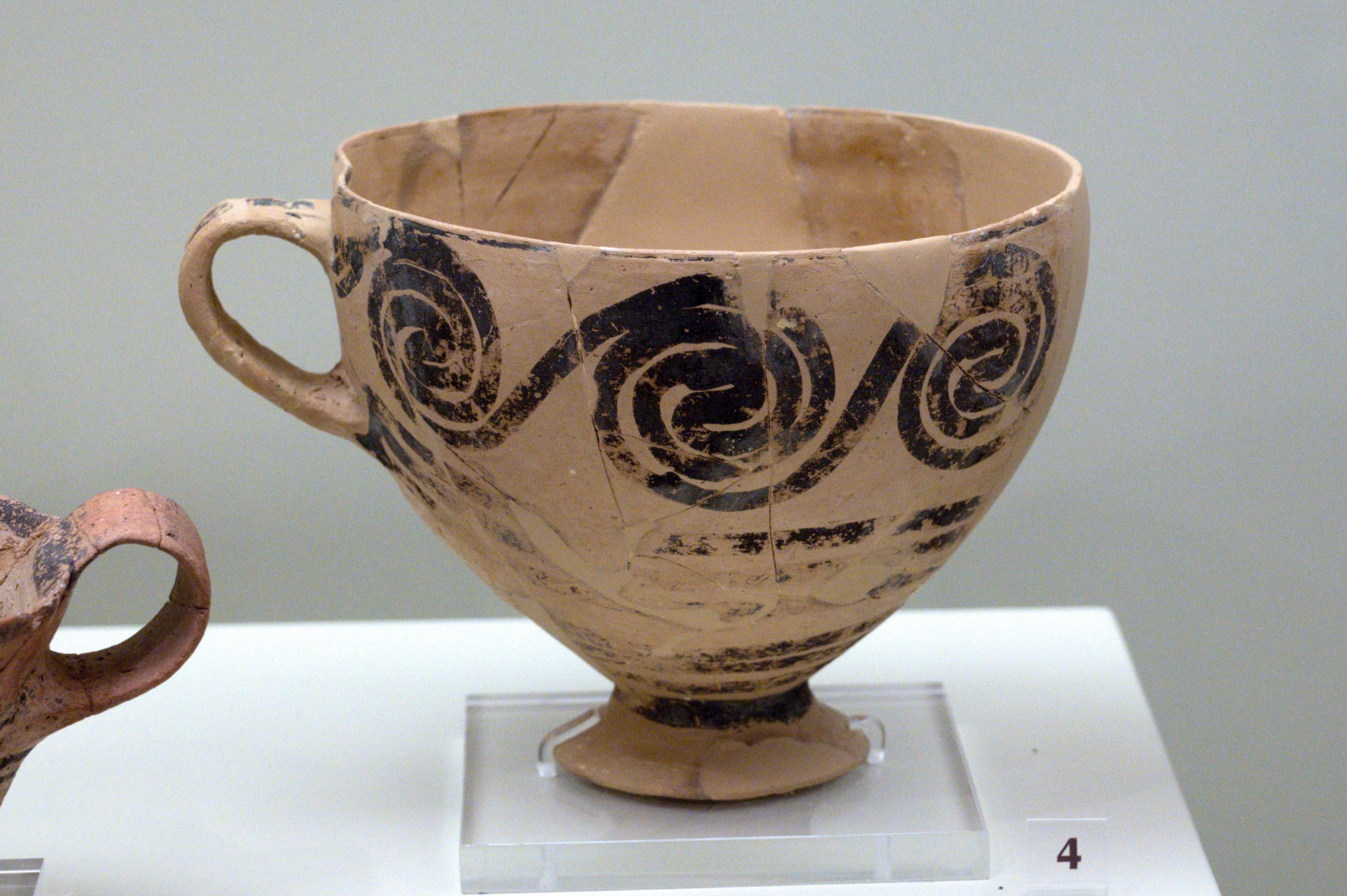
Poterie, tombe λ du cercle B à Mycènes. Coupe, LH I, 1600-1500 avJC, AMM.

La tombe à fosse λ a été creusée dans la roche à environ 2,40 m de profondeur. Deux squelettes masculins y ont été trouvés : un de la fin de la phase I et un de la fin de la phase II A. Les restes de la première sépulture, avec ses objets funéraires, dont deux pointes de flèches en obsidienne et cinq bandes en or, ont été mis de côté comme dans la tombe ι (iota) afin de faire de la place pour le deuxième enterrement. Le deuxième homme mesurait environ 1,80 m. Ses offrandes, qui se trouvaient contre le mur ouest, étaient une épée, un fer de lance, un poignard, deux couteaux et des pointes de flèches en obsidienne et en silex.

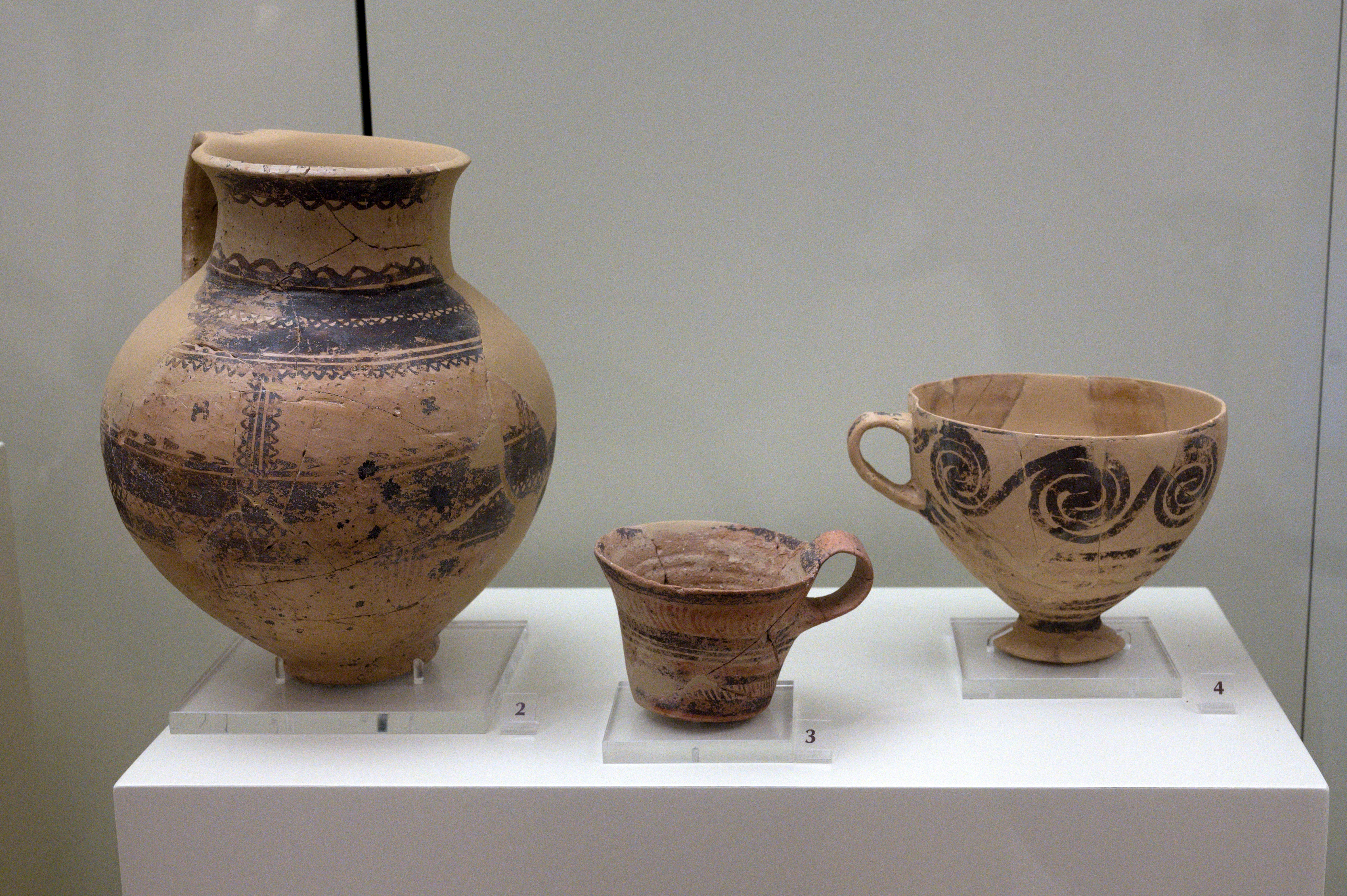
Poterie, tombe λ du cercle B à Mycènes : Jarre, LH I, 1600-1500 BC. ; tasse du type Vaphio, MH III, 1700-1600 avJC. ; coupe, LH I, 1600-1500 avJC. AAM.

#### Tombeλ1(lambda 1 ),λ2(lambda 2 ),σ(sigma),τ(tau) etφ(phi)
Les tombes λ1, λ2, σ, τ et φ sont parmi les premières tombes du cercle B, regroupées sous le nom de groupe méridional précoce. Les tombes λ1 , λ2, τ et φ ont été partiellement détruites lors de la construction de la tombe λ. Ioannis Papadimitriou a interprété les murs au sud du cercle B comme la première enceinte du groupe méridional précoce. Aujourd'hui, cependant, on suppose qu'il s'agit des murs de fondation de bâtiments d'habitation.
La tombe λ1 était une petite tombe à ciste dans laquelle était enseveli un corps de la phase précoce. Seuls deux récipients en céramique ont été trouvés en offrande. George E. Mylonas soupçonnait que le deuxième squelette de la tombe λ avait été dépouillé de son mobilier funéraire par des pilleurs de tombes. La tombe λ2 était également une tombe à ciste. Un adulte et un garçon y ont été enterrés pendant la phase tardive I. Seul le squelette d'un homme d'environ 1,75 m a été retrouvé dans la tombe en pierre σ. Il a vécu environ 50 ans et avait de nombreuses blessures qui avaient guéri : plusieurs blessures à la tête, des côtes cassées et une omoplate déformée. Il a été appelé Pélops par les scientifiques. La tombe τ est une tombe à fosse de 1,70 m de profondeur avec des murs en brique crue, sans trace d'inhumation. Elle a probablement été vidée lors de la construction de la tombe λ. La tombe à ciste de la phase I tardive φ contenait une sépulture perturbée par la construction de la tombe λ.

#### Tombeμ(mu)
La fosse funéraire μ est creusée dans la roche à 1,20 m de profondeur. Deux enfants, probablement des filles, y ont été enterrés. Le mobilier funéraire du premier était entassé avec le squelette dans l'angle nord-ouest. Quatorze vases de la fin de l'Helladique moyen ont été trouvés, dont de la poterie minyenne grise et deux askoi minoens (Minoen tardif IA). Le squelette enterré plus tard au centre de la tombe portait un collier de pierres semi-précieuses, parmi lesquelles une pierre de sceau. Il date de la fin de la phase II A.

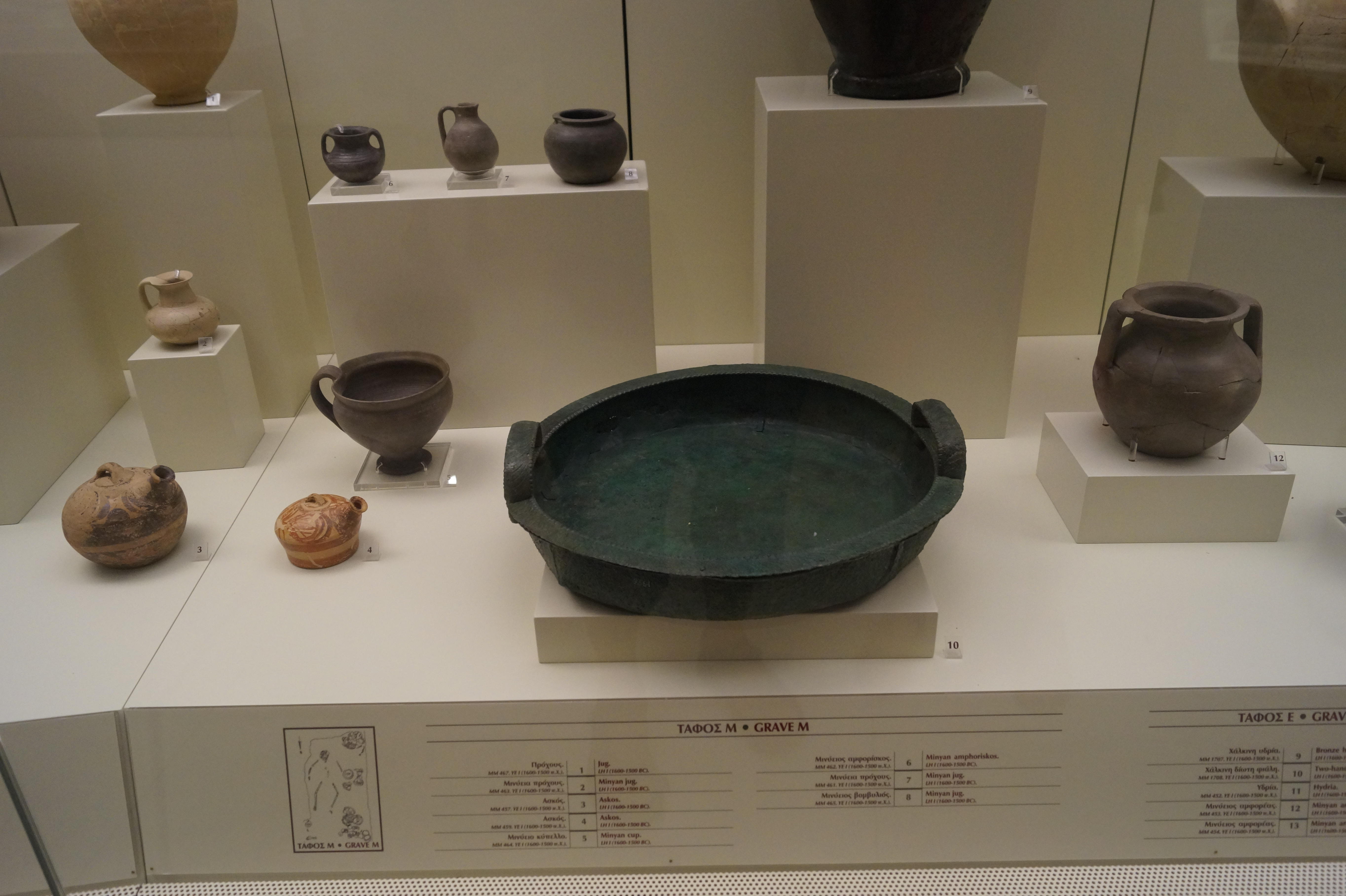
Artefacts des tombes μ (mu) et ε (epsilon), LH I, ca. 1600-1550 avJC, AMM.
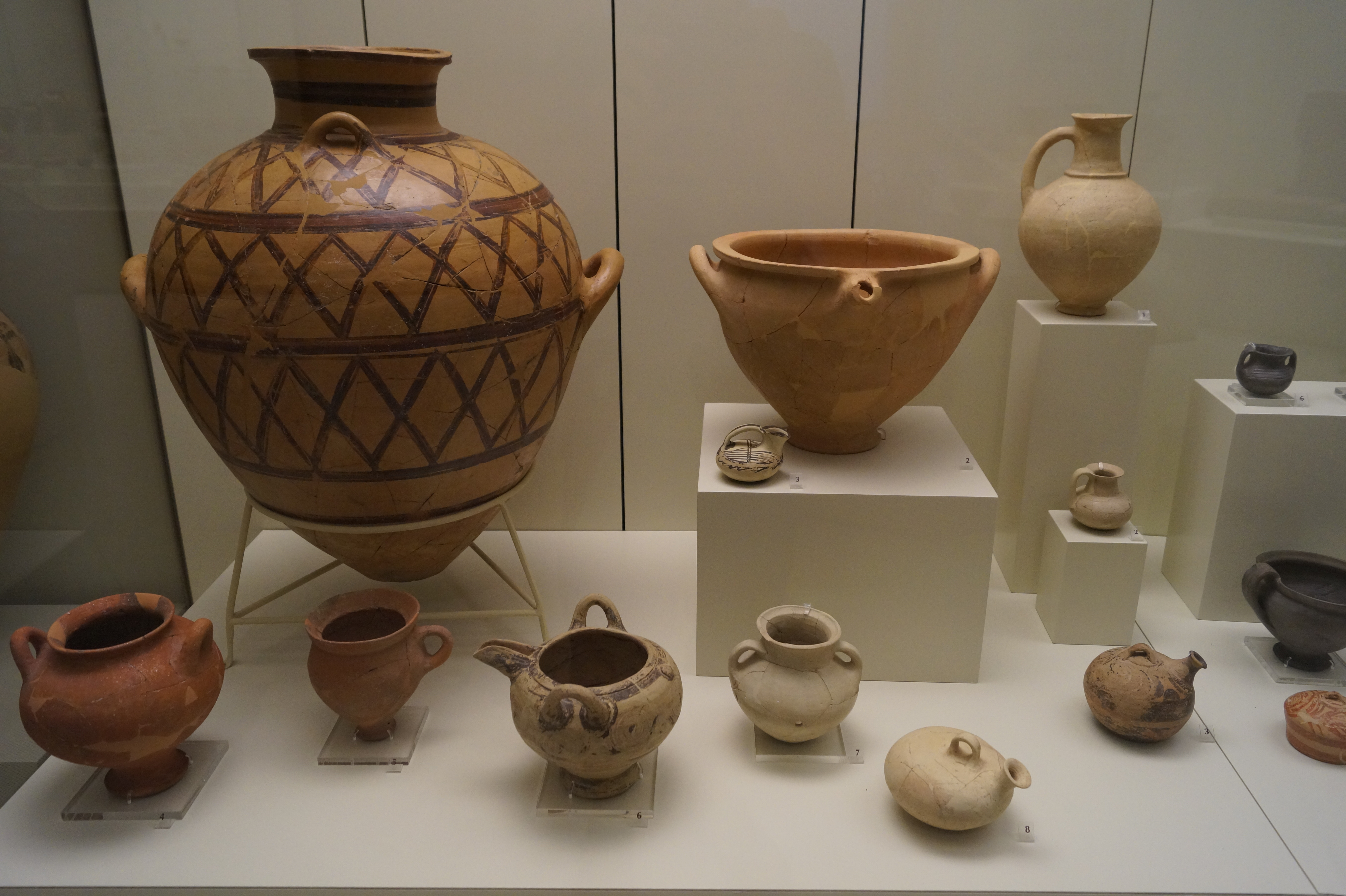
Poteries des tombes ο (omicron) et μ (mu), LH I, ca. 1600-1550 avJC, AMM.

#### Tombeν(nu)
La tombe à fosse ν est la tombe la plus septentrionale du cercle funéraire B. Sur la tombe se trouvait une stèle funéraire non décorée. Le plus ancien des deux squelettes masculins a été enterré pendant la phase tardive I et plus tard repoussé vers le mur ouest. Il était contemporain de l'inhumation dans la tombe II et de la première inhumation dans la tombe VI du cercle funéraire A. Les riches offrandes consistaient en une cruche en bronze, une coupe de type Vaphio en or, trois diadèmes en or, des boutons en or, des défenses de sanglier, un casque, une pyxis crétoise en albâtre, trois épées de bronze, un fer de lance, deux poignards et un couteau. Deux vases en argile et une pyxide en marbre proviennent des Cyclades. Le deuxième enterrement de la phase tardive II B a coïncidé avec le prétendu Agamemnon de la tombe V du cercle A.

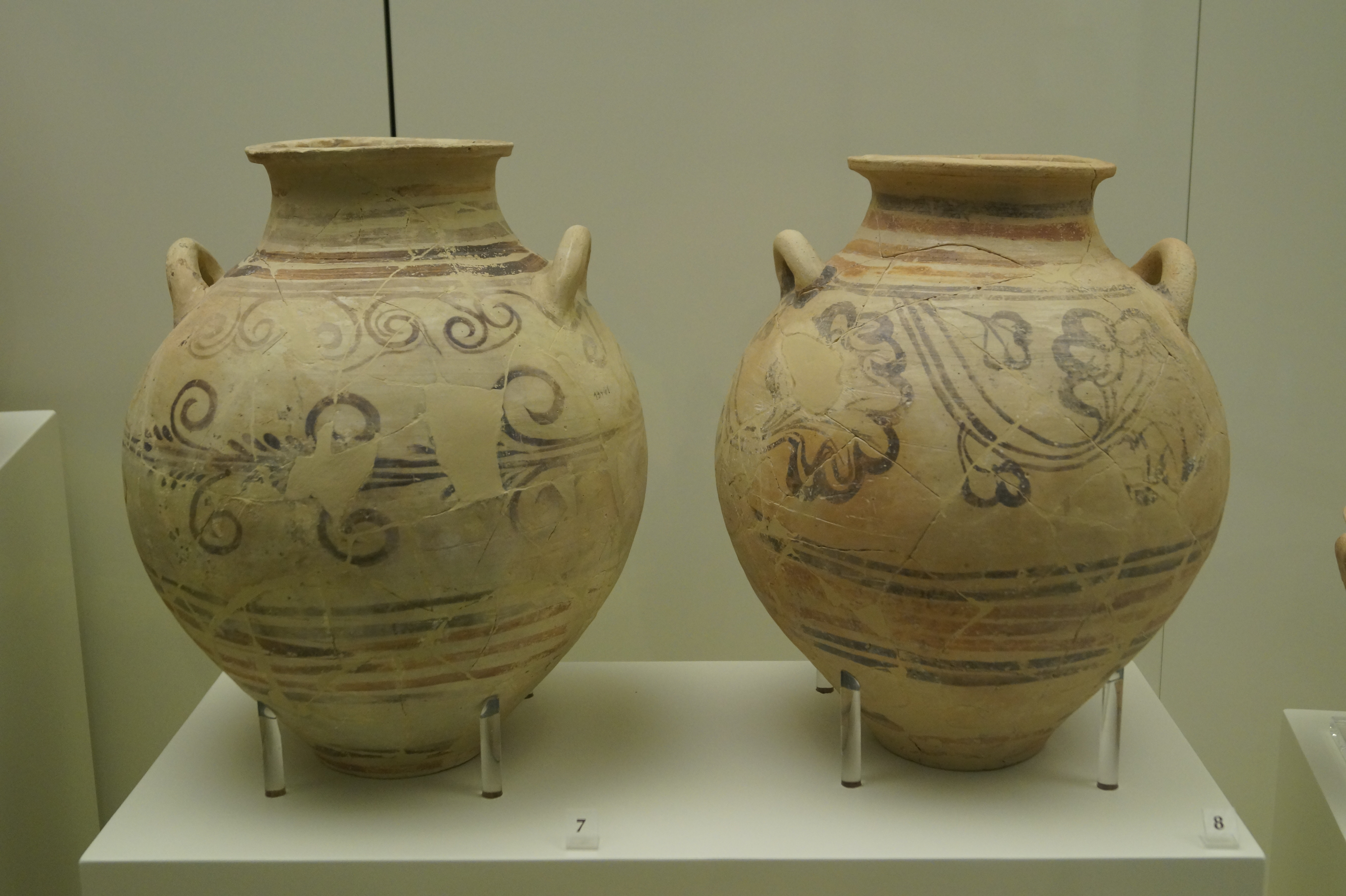
Jarres cycladiques à décorations florales, tombe ν (nu) du cercle B de Mycènes. AMM.
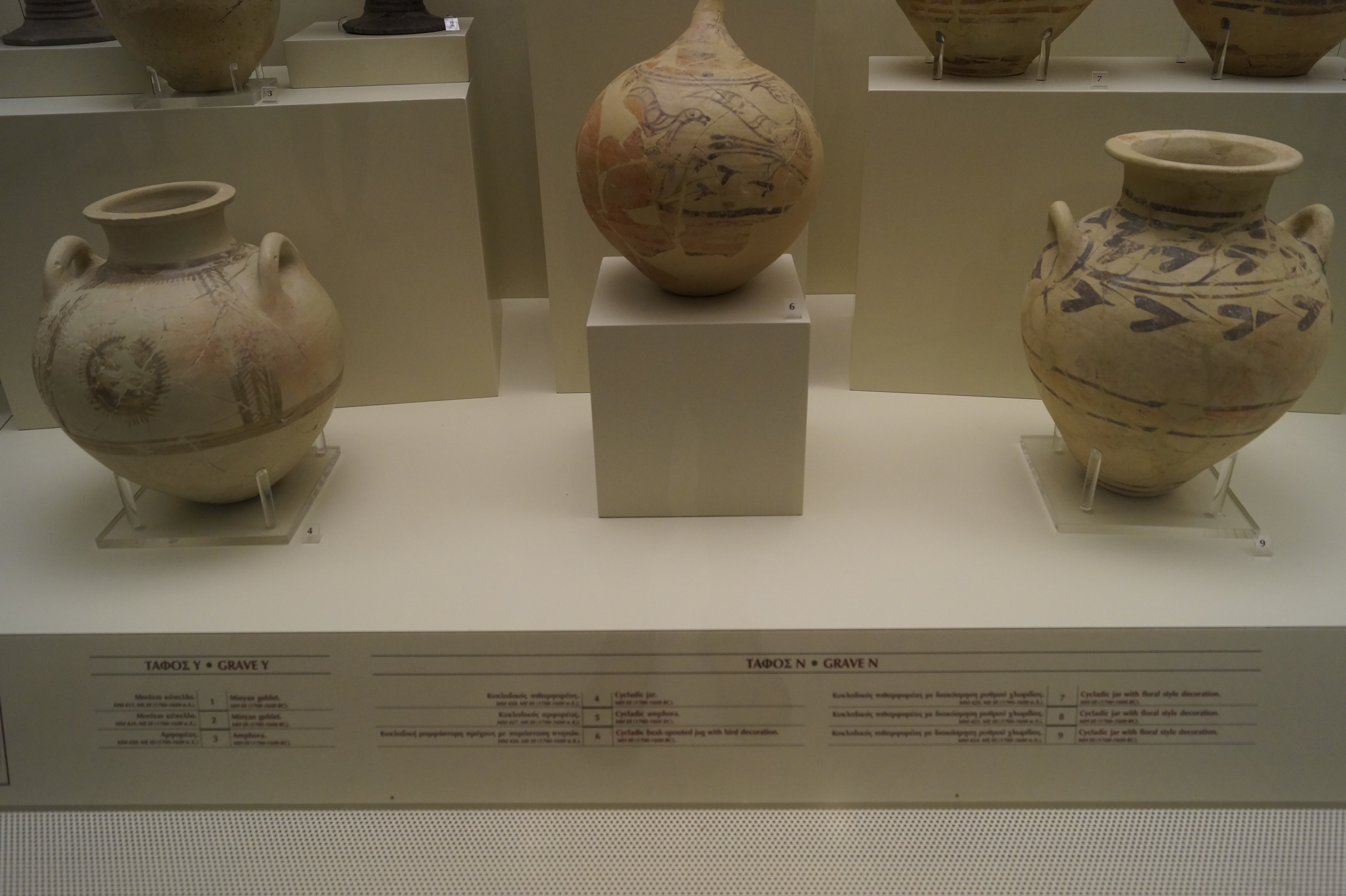
Poteries cycladiques, tombe ν (nu) du cercle B de Mycènes, MH III, ca. 1625-1600 avJC. AMM.
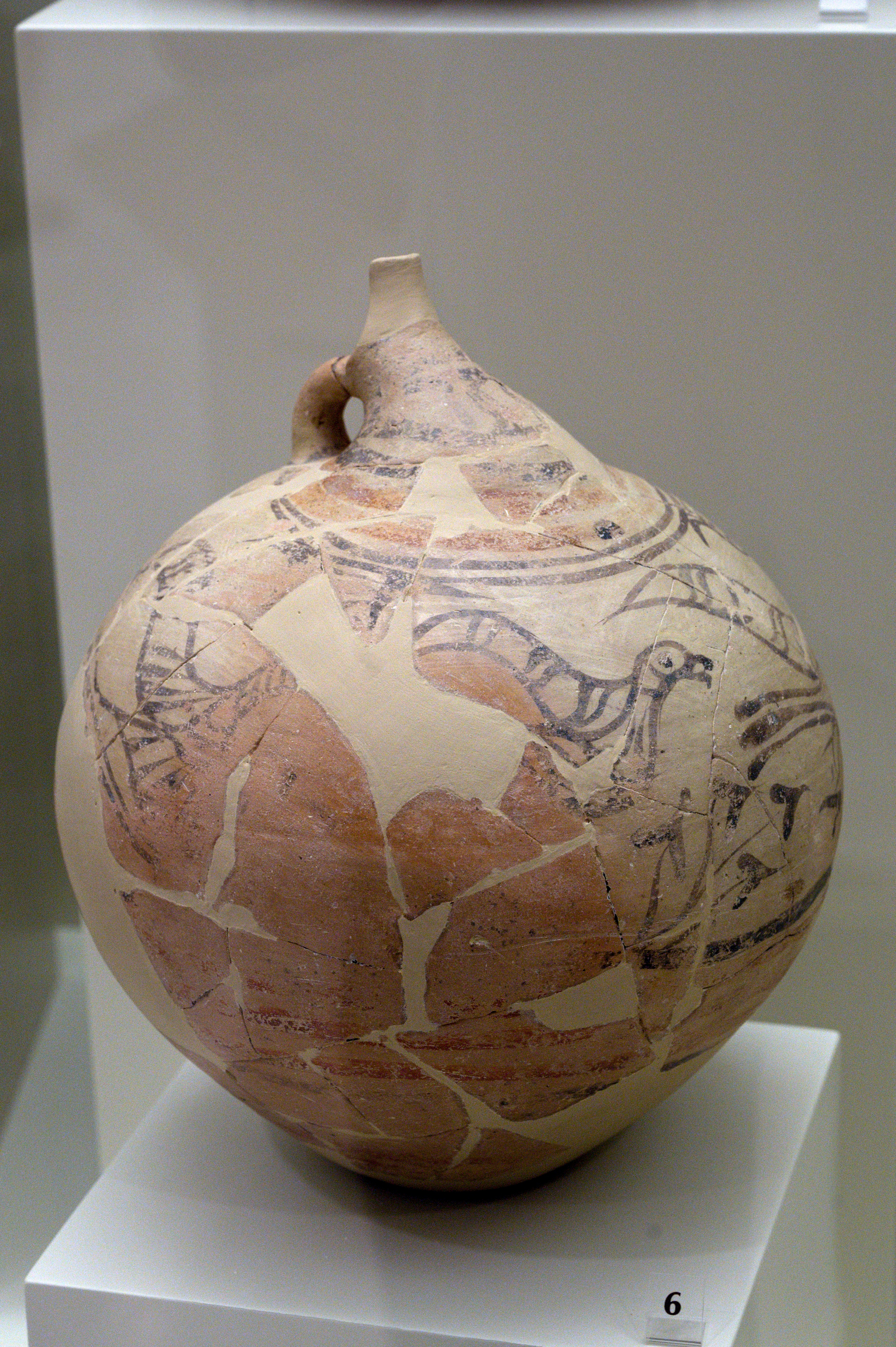
Jarre cycladique tardive à col coupé, tombe ν (nu) du cercle B de Mycènes, MH III, ca. 1700-1600 avJC. AMM 426.

#### Tombeξ(xi)

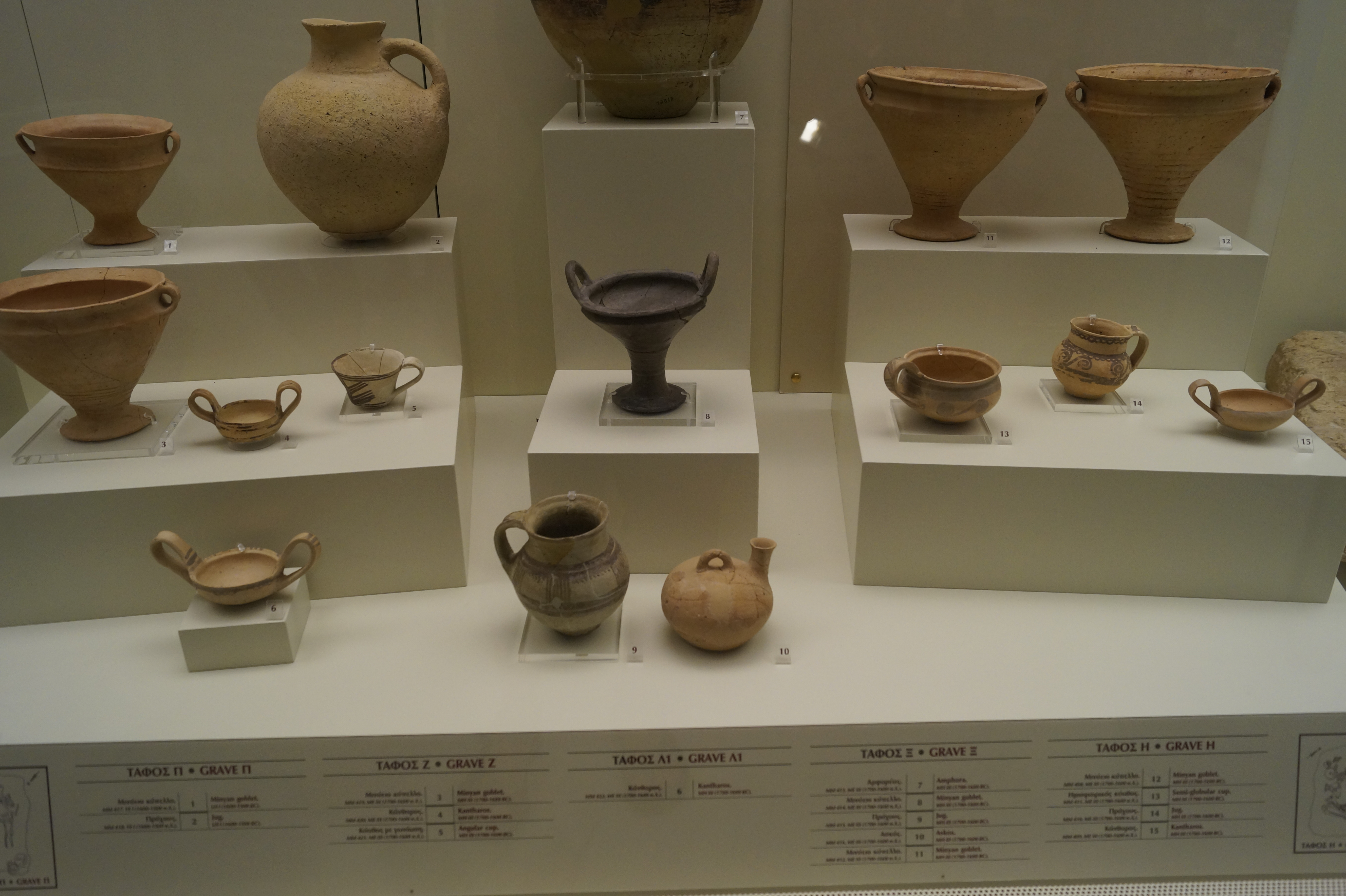
Poteries des tombes π, ζ, λ1, ξ et η. AMM.

La petite tombe à fosse ξ est établie à une profondeur de 1,90 m et un amas de pierres a probablement été construit au-dessus de la tombe. Dans un coin gisaient les restes d'une femme accroupie. Comme la femme a été retrouvée sans mobilier funéraire, son enterrement n'a pas pu être daté. Il a été suggéré que la tombe de la femme a été détruite lors de la construction de la tombe ξ. D'autres pensent que la femme pouvait être une esclave sacrifiée pour accompagner l'enfant dont le squelette gisait au centre de la tombe. L'enfant portait une couronne d'or avec des chaînes de pierres semi-précieuses, des ornements de cheveux et des boucles d'oreilles en or, un collier de perles de pierre et de faïence et une bague. Basé sur un calice minyen gris et un canthare à peinture mate, la tombe peut être datée de la fin de l'Helladique moyen III B.
Près de la tombe ξ, une tombe d'enfant de phase tardive a été découverte juste sous la surface. Dans la tombe, dite tombe ξ1 (xi 1), ont été retrouvés quatre petits vases.

#### Tombeο(omicron)

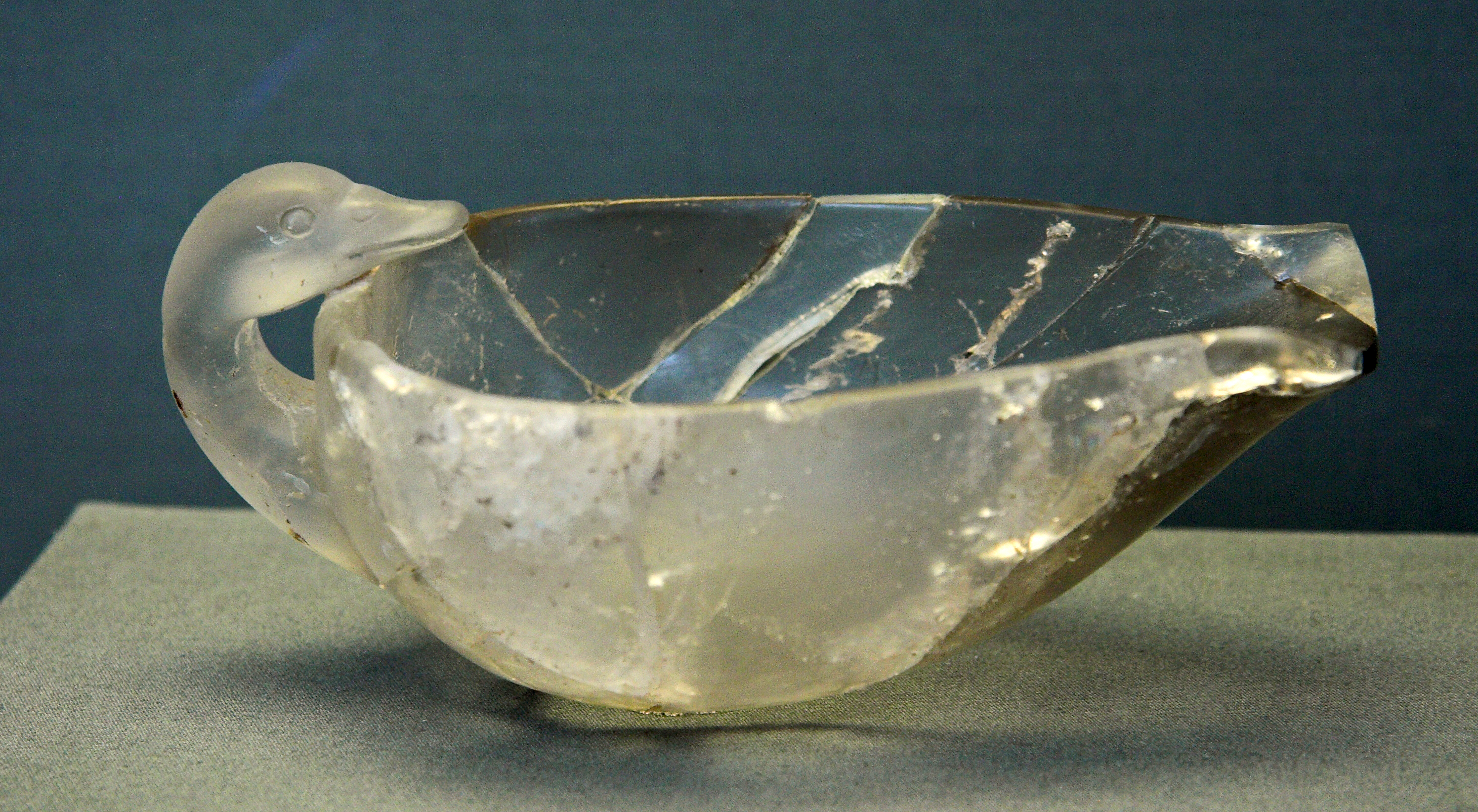
Bol ou saucière en cristal de roche en forme de canard, provenant de la tombe ο (omicron).

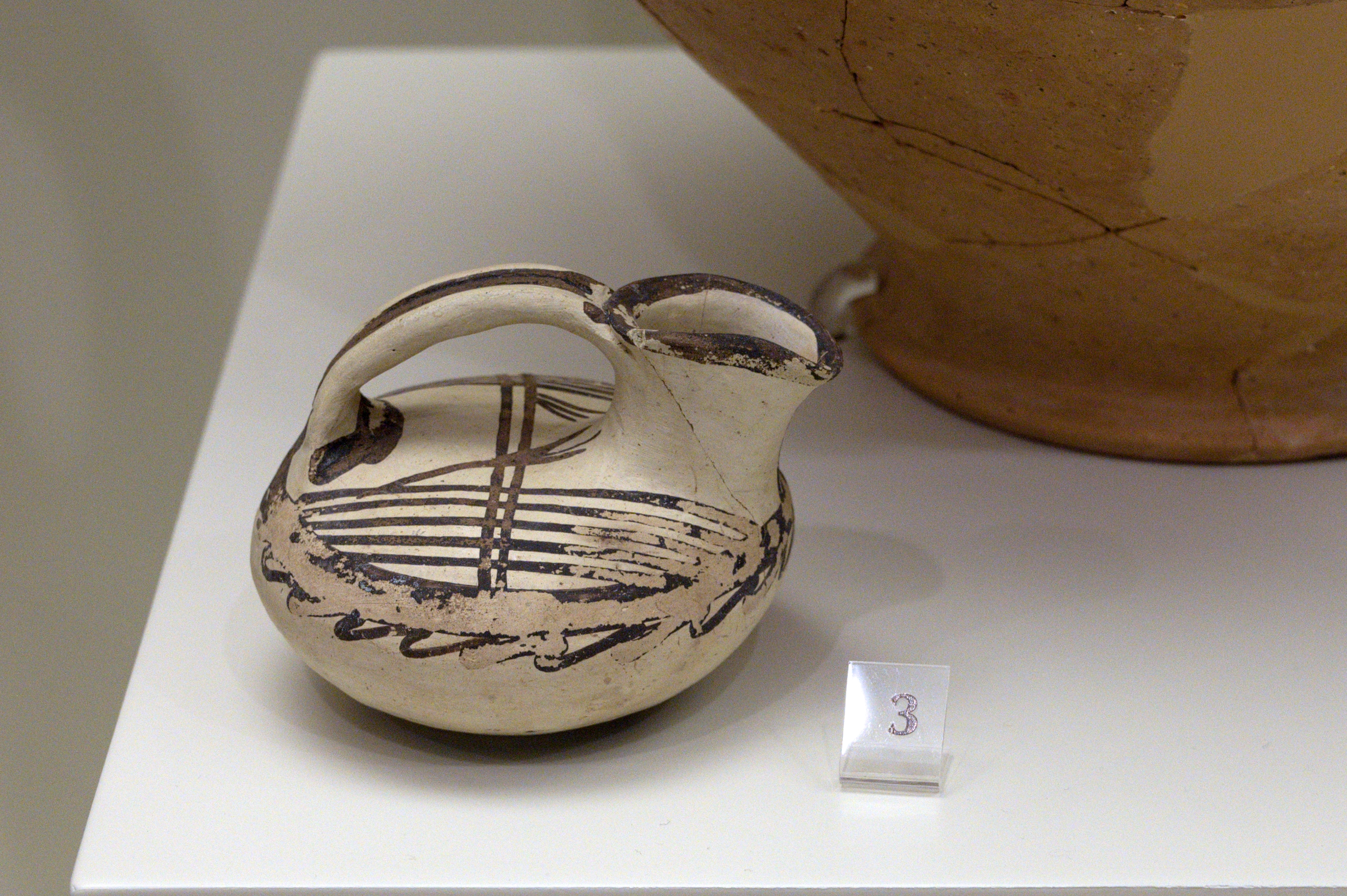
Askos, LH I, 1600-1500, Tombe o (omicron). AMM.

La grande tombe à fosse ο a été creusée dans la roche à 3,50 m de profondeur. Une stèle sans ornement se dressait au-dessus de la tombe. La femme enterrée plus tôt (Helladique récent IA) a été poussée vers le mur ouest sans aucun mobilier funéraire. Des calices, des colliers de stéatite et des fusaïoles en céramique trouvés dans la terre au-dessus de la tombe appartiendraient à cette sépulture. Plus tard, une jeune femme a été enterrée dans la tombe ο (Helladique récent IB). Ses riches offrandes se composaient d'un diadème en or, d'un collier de cornaline et d'améthyste, d'un collier d'ambre, d'un collier de perles d'or, de boucles d'oreilles en or et d'un bol en forme de canard en cristal de roche.

#### Tombeπ(pi)
La petite tombe à fosse π est à une profondeur d'environ 1 m. Au début de la période helladique tardive (Helladique récent III A), un garçon ou un homme de petite taille était enterré ici, couché à plat sur le dos. Trois calices minyens jaunes et une simple cruche ont été trouvés comme objets funéraires.

#### Tombeρ(rho)

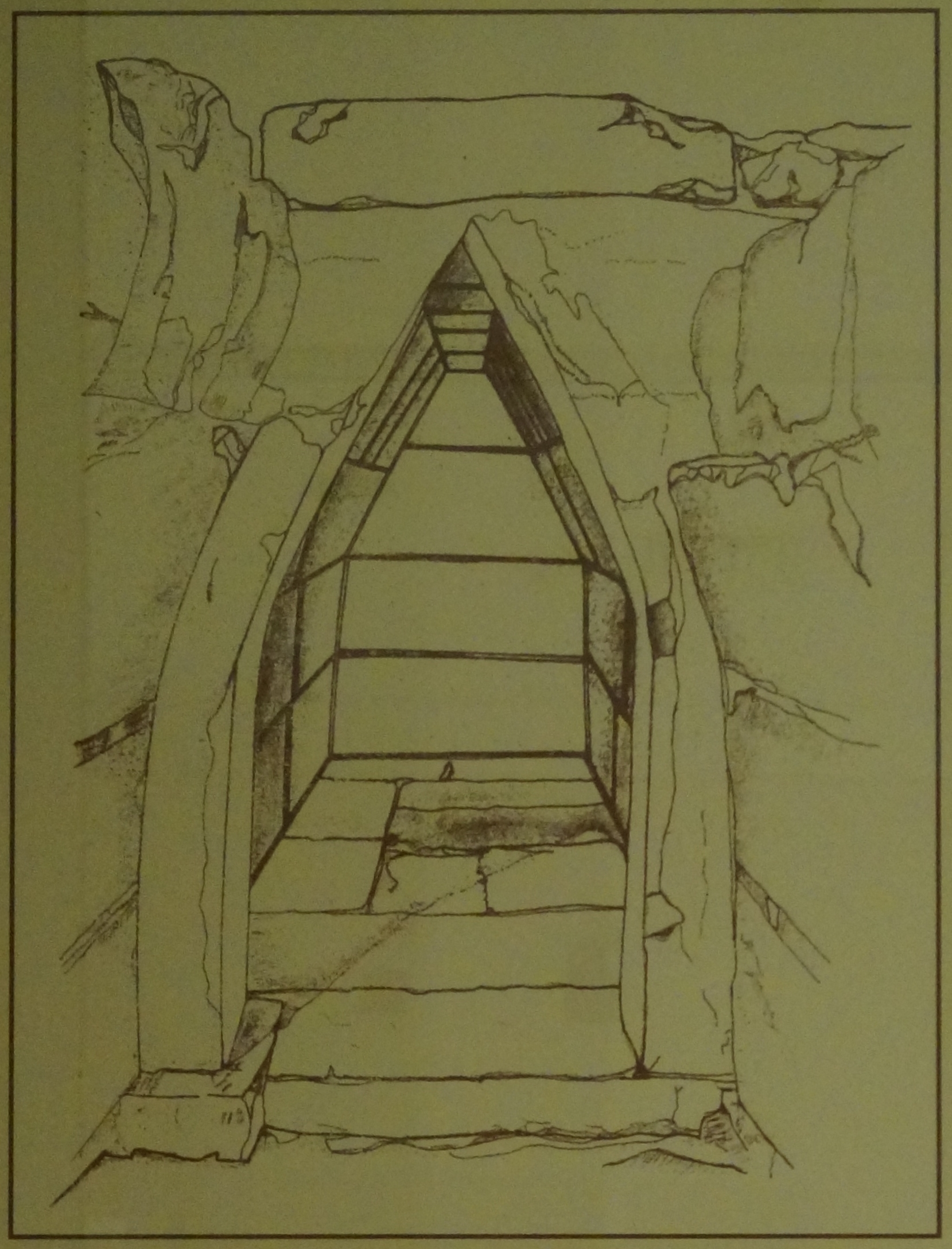
Coupe transversale de la tombe ρ.

La construction de la tombe ρ a détruit une tombe à fosse creusée dans la roche avec des extrémités en brique. Un trou dans la roche a apparemment été creusé juste à côté, dans lequel les squelettes et les récipients en poterie ont été transférés. Le trou a ensuite été scellé avec des pierres. Sur la base du mobilier, cette première utilisation peut être datée de la fin de la période de l'Helladique moyen (MH III B).
La tombe ρ est une tombe à chambre avec passage d'accès (dromos) et porte d'entrée (stomion) du XVe siècle av. J.-C. (SH II). Les murs ont été construits en poros dont les parois latérales sont verticales dans la partie inférieure. Dans la partie supérieure, les pierres font saillie vers l'intérieur jusqu'à ce que les murs latéraux soient distants d'environ 30 cm, formant une fausse voûte. Des dalles de pierre couvraient l'ouverture. Les murs de la chambre funéraire étaient recouverts de stuc, sur lequel étaient peintes des bandes rouges et noires. Des tombes similaires avec une chambre funéraire voûtée et des dromoi couverts ne sont connues que dans des colonies mycéniennes de la Méditerranée orientale (Ugarit en Syrie et Trachona à Chypre). La tombe avait déjà été pillée dans les temps anciens.

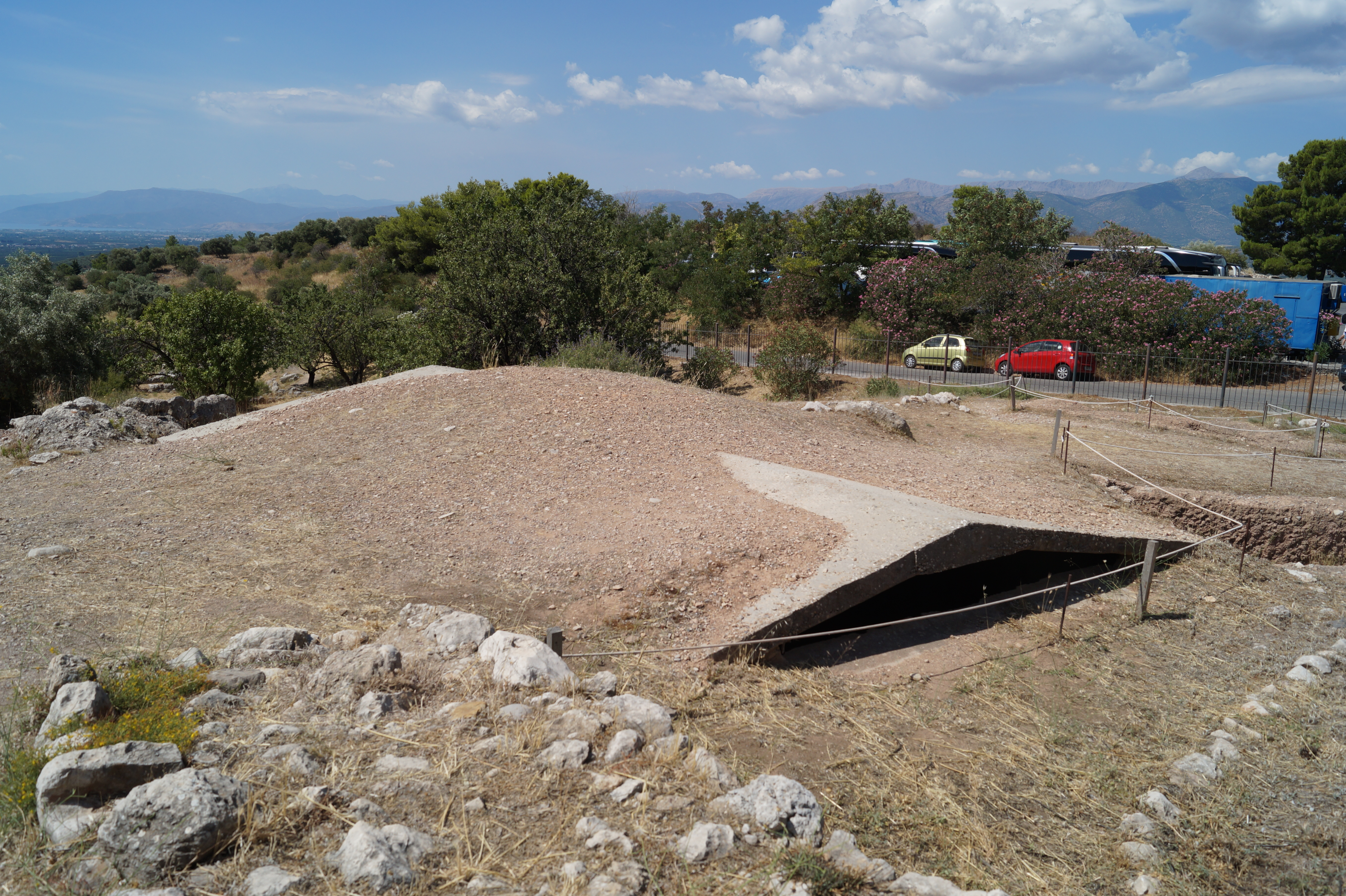
Tombe ρ (rho)
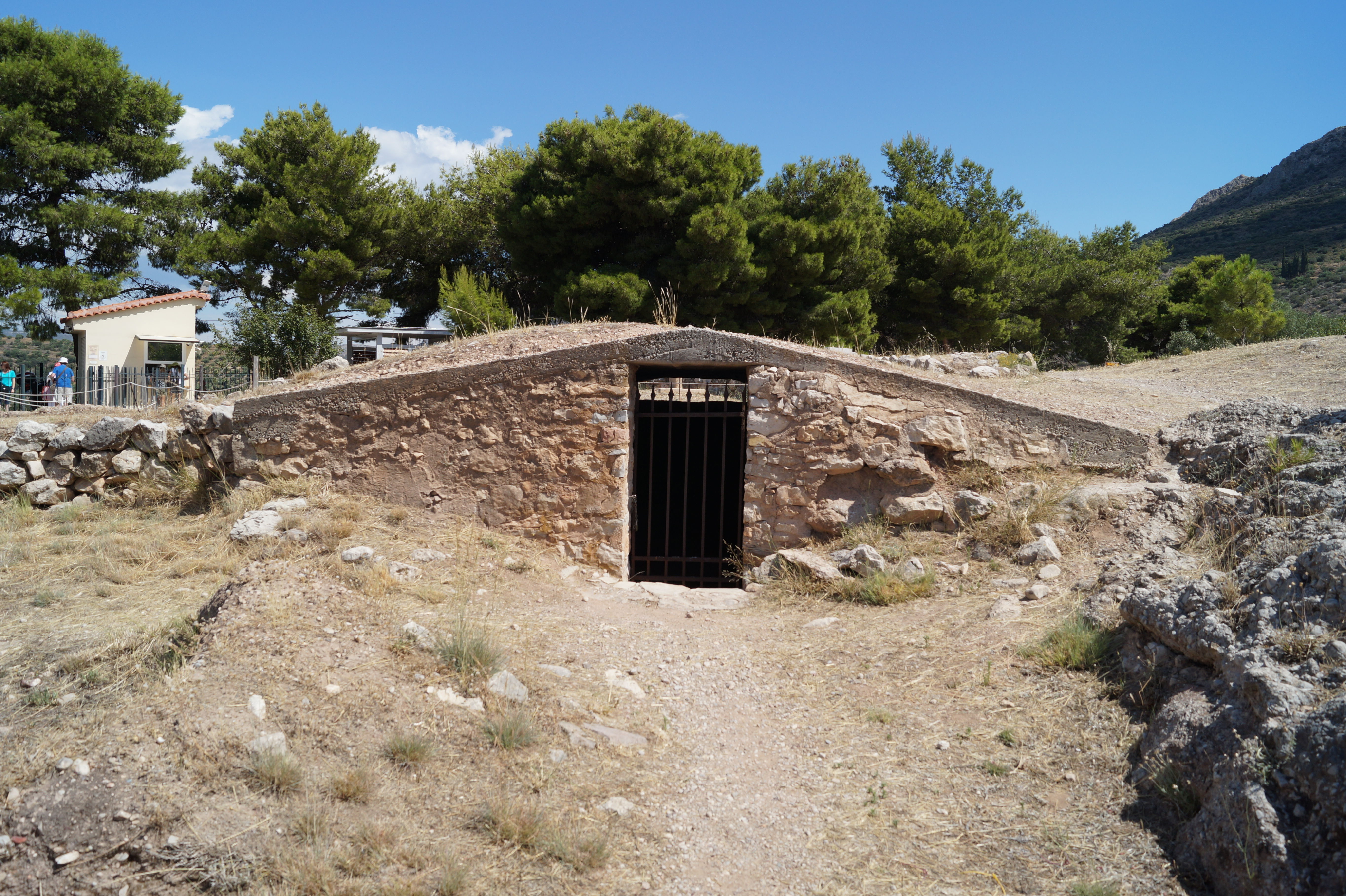
Tombe ρ (rho)
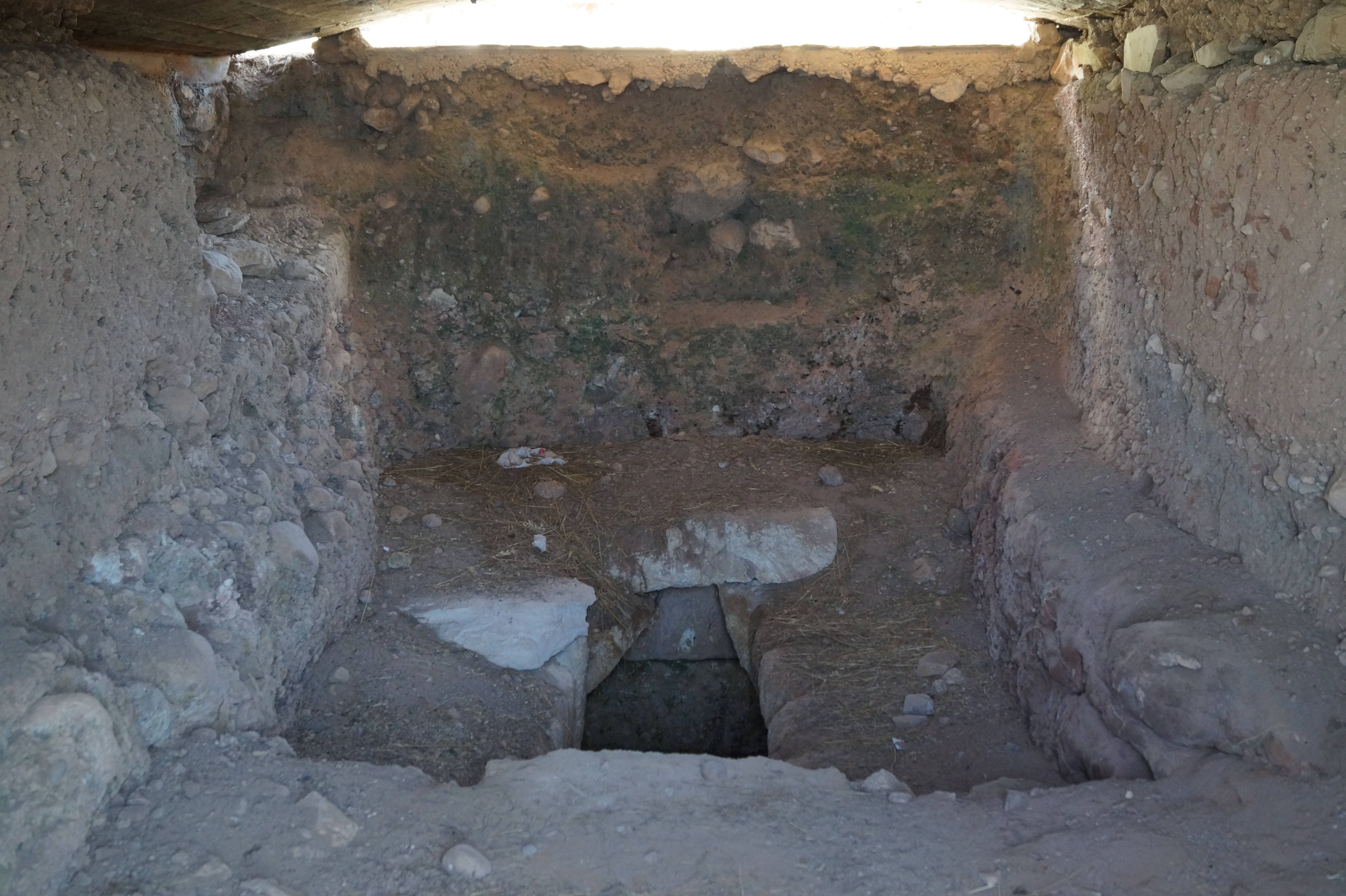
Tombe ρ (rho)
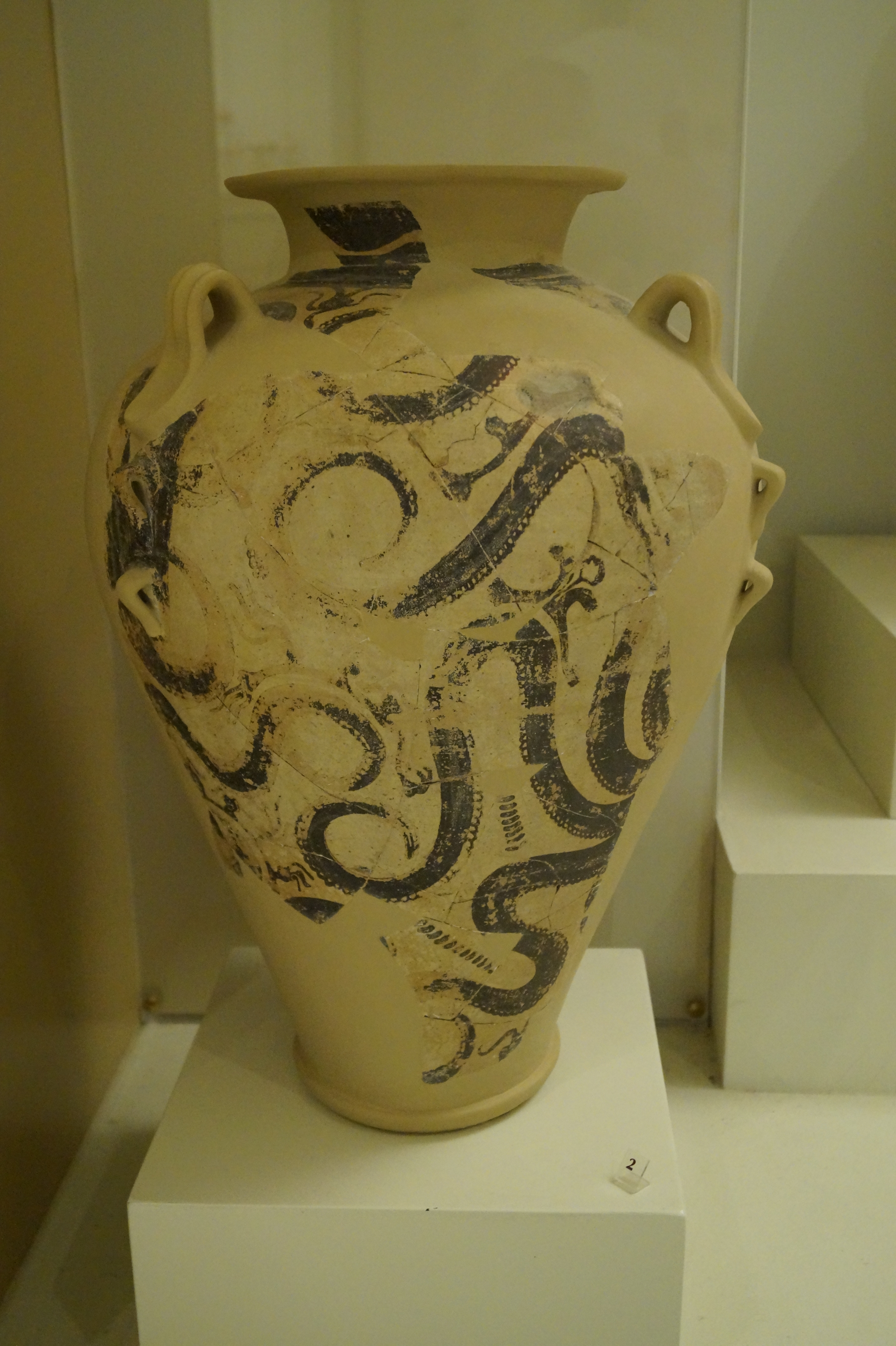
Poterie, tombe ρ (rho), (LH II, ca. 1500-1400 avJC. AMM.
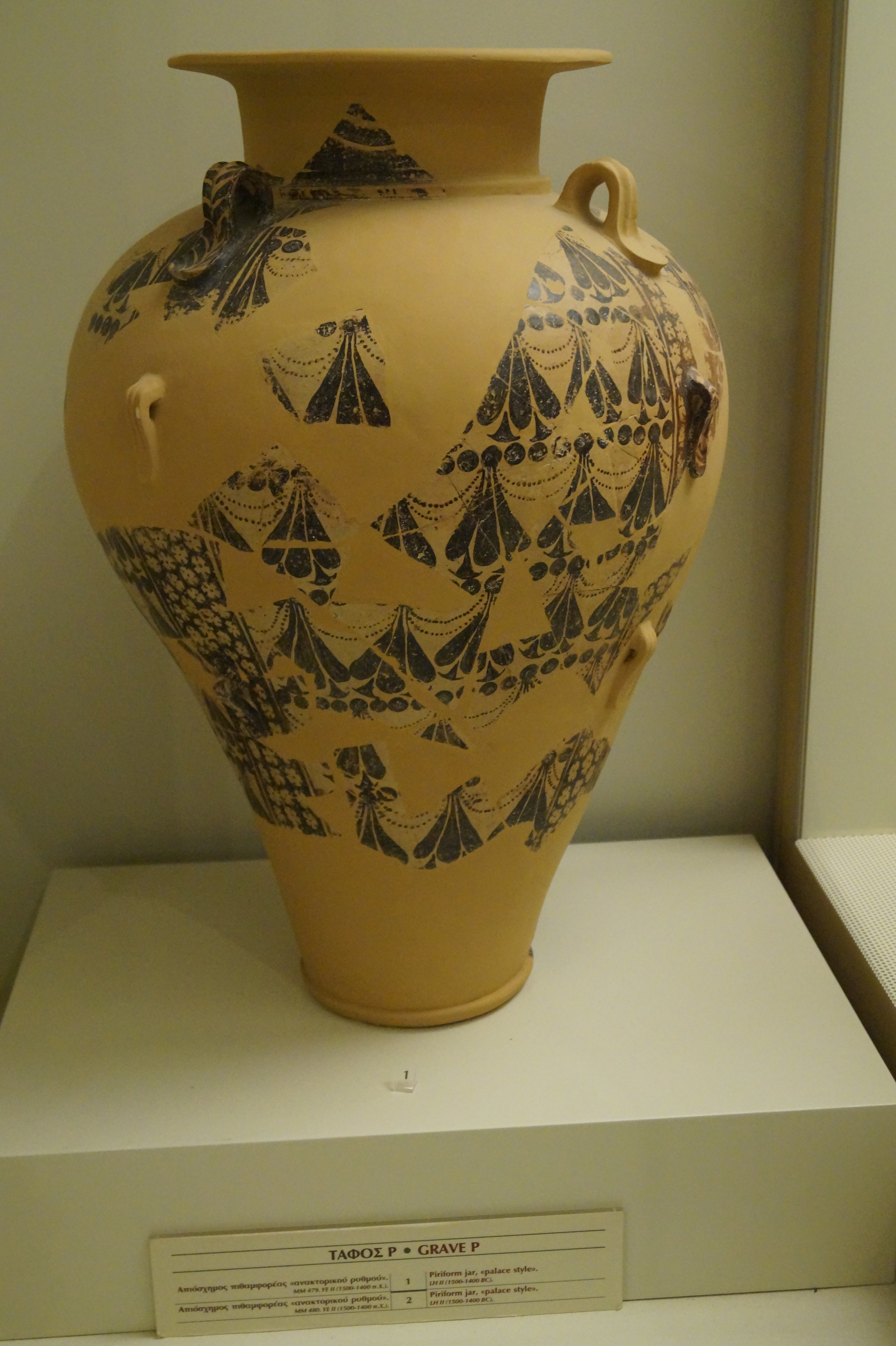
Poterie, tombe ρ (rho), LH II, ca. 1500-1400 avJC. AMM.

#### Tombeυ(upsilon)

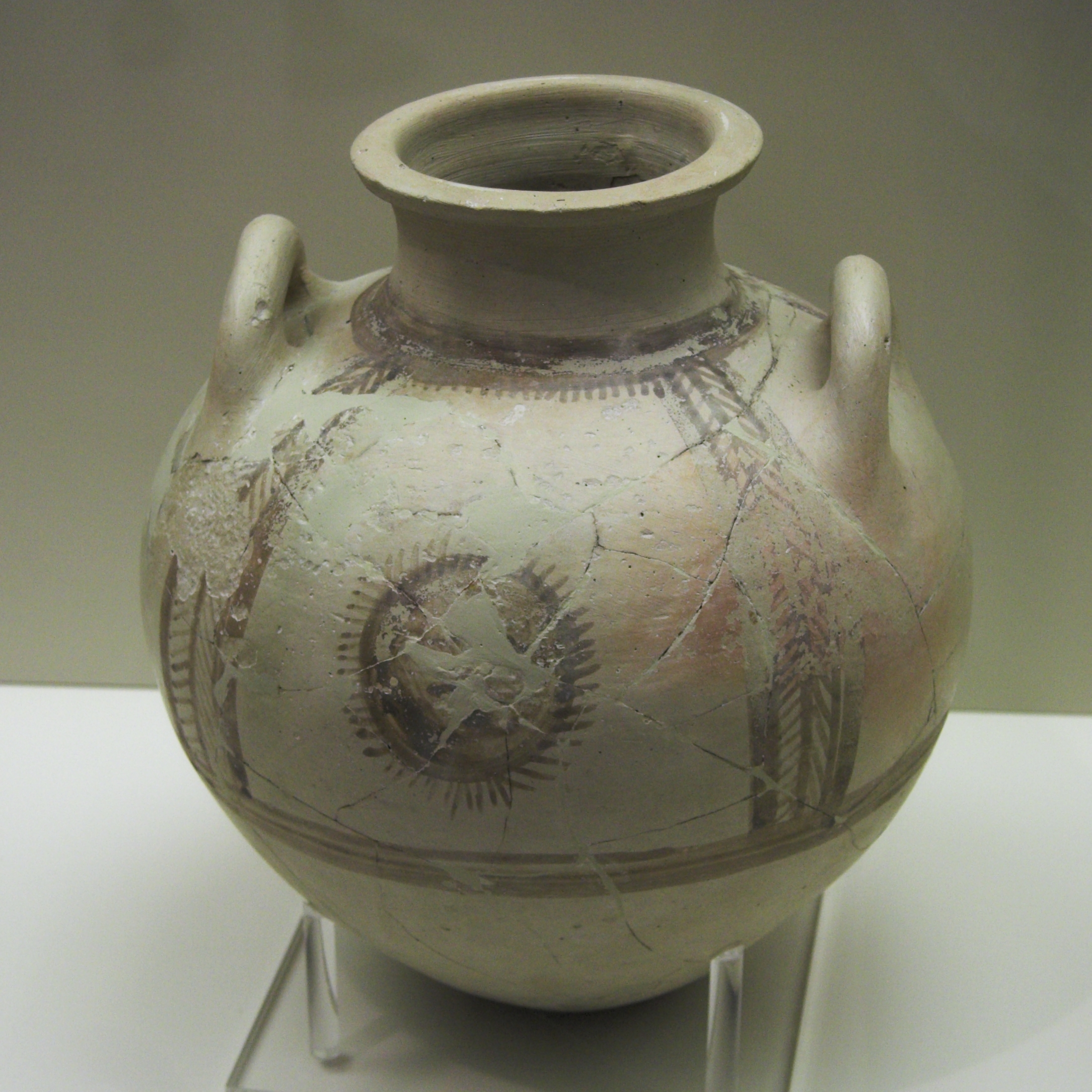
Amphore minyenne, MH III, 1700-1600 av. J.-C. Tombe υ, Musée archéologique de Mycènes.

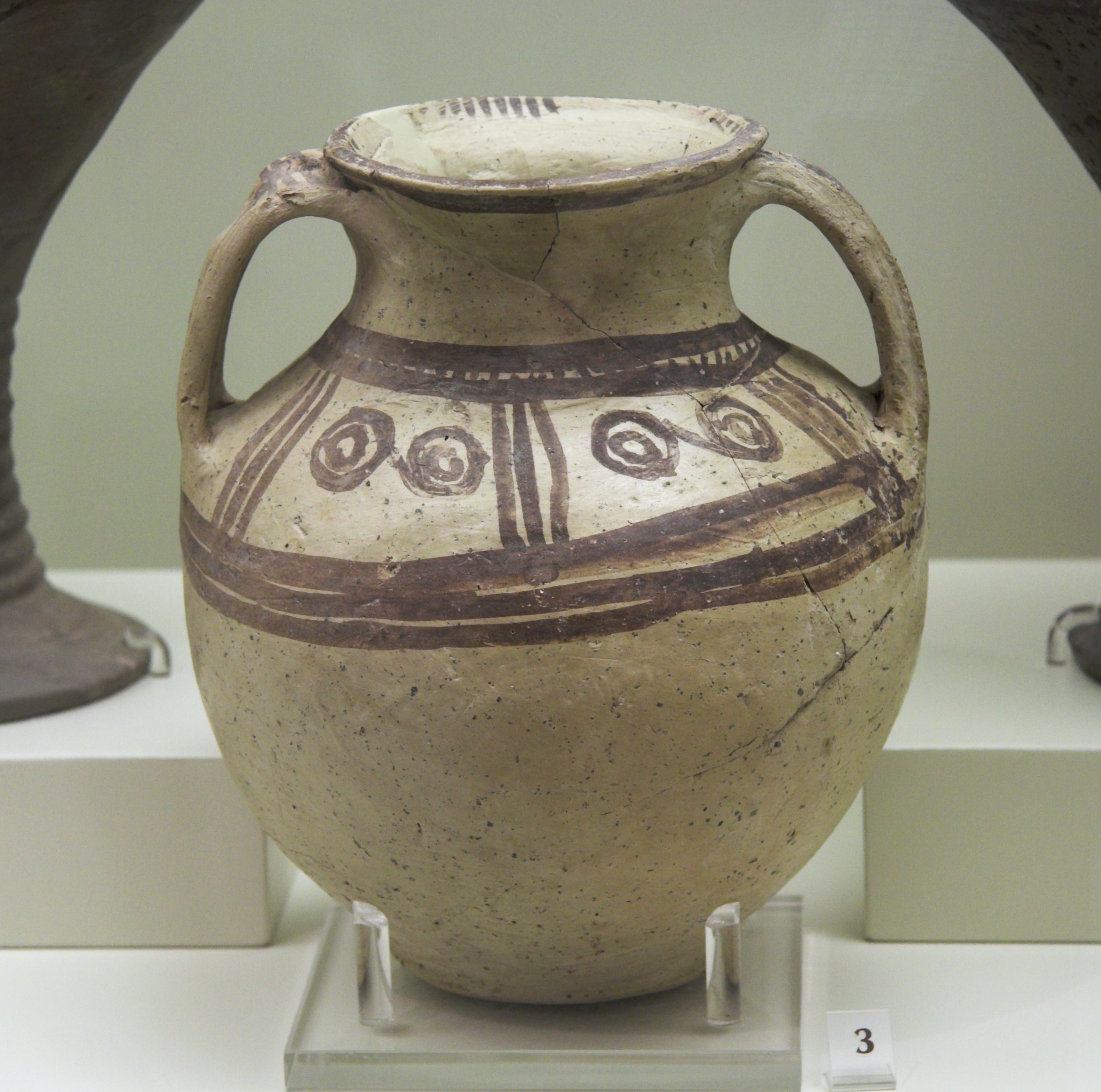
Amphore minyenne, MH III, 1700-1600 av. J.-C. Tombe υ, Musée archéologique de Mycènes.

La tombe à fosse υ, qui n'avait que 0,80 m de profondeur dans la roche, a été endommagée du côté nord lors de la construction de la tombe ρ. Seul un mur de brique crue séparait les deux tombes. La femme d'environ 30 ans qui y a été enterrée avait des objets funéraires similaires à la fille de la tombe ξ : elle est donc également datée de la fin de MH III B. Elle portait un diadème en or, un bandeau en or, des boucles d'oreilles en argent et un collier en pierres semi-précieuses et faïence. Parmi les neuf récipients en poterie se trouvaient un calice minyen gris, deux pots à peinture mate et un askos à peinture mate.

## Recherches complémentaires
Les restes des défunts trouvés dans le cercle des tombes étaient généralement en bon état de conservation et ont été examinés de manière approfondie. Beaucoup d'hommes présentent des signes de blessures, probablement reçues sur le champ de bataille, tandis que certains d'entre eux sont morts au combat.
Des chercheurs de l'Université de Manchester ont mené une étude sur l'ADN ancien de 22 squelettes trouvés sur le site, obtenant d'authentiques séquences d'ADN ancien mitochondrial pour quatre individus. Les résultats sont comparés avec des reconstructions faciales des crânes et des données archéologiques. Ils apportent la conclusion que deux corps de la fosse γ, où le masque mortuaire en électrum a été retrouvé, sont frère et sœur. Sur cette base, il est avancé que les membres féminins et masculins de la famille occupaient une position d'autorité par droit de naissance,.

## Sources
- Abigail S. Bouwman, Keri A. Brown, John N.W. Prag et Terence A. Brown, « Kinship between burials from Grave Circle B at Mycenae revealed by ancient DNA typing », Journal of Archaeological Science, vol. 35, no 9,‎ septembre 2008, p. 2580–2584 (DOI 10.1016/j.jas.2008.04.010)
- Stephanie Lynn Budin, The Ancient Greeks: An Introduction, Oxford, Oxford University Press, 2009 (ISBN 978-0-19-537984-6, lire en ligne )
- Rodney Castleden, Mycenaeans, London and New York, Routledge, 2005 (ISBN 978-0-415-36336-5, lire en ligne)
- Oliver Dickinson, « Invasion, Migration and the Shaft Graves », Bulletin of the Institute of Classical Studies, vol. 43, no 1,‎ décembre 1999, p. 97–107 (DOI 10.1111/j.2041-5370.1999.tb00480.x)
- Christian Heitz, « Burying the Palaces? Ideologies in the Shaft Grave Period », University of Heidelberg,‎ 2008, p. 1–38 (DOI 10.11588/propylaeumdok.00000089, lire en ligne, consulté le 11 mars 2011)
- Stephen Kershaw, A Brief History of Classical Civilization, London, Robinson, 2010 (ISBN 9781849018005, lire en ligne)
- Nobuo Komita, « The Grave Circles at Mycenae and the Early Indo-Europeans », Research Reports of Ikutoku Technical University, no A-7,‎ 1982, p. 59–70
- Louise Schofield, The Mycenaeans, Los Angeles, The British Museum Press, 2007 (ISBN 978-0-89-236867-9, lire en ligne)